# Tbilisi
Tbilisi (gruzínsky თბილისი) je hlavní a největší město Gruzie. Rozkládá se na obou březích řeky Kura, na ploše 504 km2 žije přibližně 1,3 mil. obyvatel, což představuje asi třetinu obyvatel země. Město je průmyslovým, politickým, společenským i kulturním centrem země.  Přibližně 90 % obyvatelstva tvoří etničtí Gruzíni, dále tu žijí například Arméni, Ázerbájdžánci a Rusové. Leží na křižovatce mezi Evropou a Asií, což městu zajišťuje pozici důležité tranzitní trasy pro energetické a obchodní záměry.  
Tbilisi bylo založeno v pátém století našeho letopočtu Vachtangem I., králem středověkého gruzínského Ibérského království. Od té doby zastávalo funkci hlavního města různých gruzínských království a republik. Vzhledem ke své poloze na křižovatce mezi Evropou a Asií a blízkosti lukrativní Hedvábné stezky bylo Tbilisi v průběhu dějin předmětem sporů mezi různými světovými mocnostmi. V letech 1801–1917, tehdy jako součást Ruského impéria, bylo sídlem Kavkazského místokrálovství, které spravovalo severní i jižní Kavkaz. V roce 2003 se stalo centrem Růžové revoluce, v jejímž důsledku byl od moci odstaven tehdejší prezident Eduard Ševardnadze. 
Historicky je Tbilisi domovem lidí různého kulturního, etnického a náboženského původu, i když jeho obyvatelé jsou převážně pravoslavní. Historie Tbilisi se odráží v jeho architektuře, která je směsicí středověkých, neoklasicistních, secesních, socialisticko realistických a moderních staveb. K významným stavbám a turistickým cílům patří katedrály Sameba a Sioni, náměstí Svobody, třídy Rustaveli a Agmašenebeli, středověká pevnost Narikala, pseudomaurská Tbiliská opera a Gruzínské národní muzeum. Klima v Tbilisi se v létě většinou pohybuje v rozmezí 20 až 32 °C, v zimě pak −1 až 7 °C.

## Název
Název „Tbilisi“ pochází ze starogruzínského Tbilisi (asomtavruli: ႧႡႨႪႨႱႨ, mchedruli: თბილისი) a dále z tpili (v moderní gruzínštině: თბილი, teplý, samo pochází ze staré gruzínštiny: ႲႴႨႪႨ ṭpili)). Název Tbilisi (místo tepla) tedy město získalo kvůli četným sirným horkým pramenům v oblasti.
Až do roku 1936 se název města v češtině a většině dalších jazyků řídil perskou výslovností[ve zdroji nenalezeno] Tiflis resp. Tiflís, zatímco gruzínský název zněl ტფილისი (Ṭpilisi). V srpnu 1936 byly na příkaz sovětského vedení změněny oficiální ruské názvy různých měst tak, aby lépe odpovídaly místnímu jazyku. Kromě toho byla na základě návrhu gruzínských jazykovědců modernizována gruzínská jazyková podoba Ṭpilisi; starobylá gruzínská složenina ტფილი (ṭpili, „teplý“) byla nahrazena novější თბილი (tbili). Tato podoba se stala základem nového oficiálního ruského názvu (Тбилиси Tbilisi). Většina ostatních jazyků následně převzala novou podobu názvu, ale některé jazyky, například turečtina, perština, řečtina, španělština a němčina, si ponechaly variantu Tiflis. V září 2006 uspořádal gruzínský parlament slavnostní ceremoniál u příležitosti 70. výročí přejmenování.
Některé tradiční názvy Tbilisi v jiných jazycích regionu mají odlišný původ. Osetský název Калак (Kalak) pochází z gruzínského slova ქალაქი (kalaki), což znamená prostě město. Čečenský a ingušský název města používá podobnou nebo stejnou formu jako jejich název země Gruzie (Гуьржех Gürƶex), stejně jako historický kabardský název (Курджы Kwrdžə), zatímco abchazské Қарҭ (Ķarţ) je odvozeno od megrelského ქართი (Karti).

## Historie

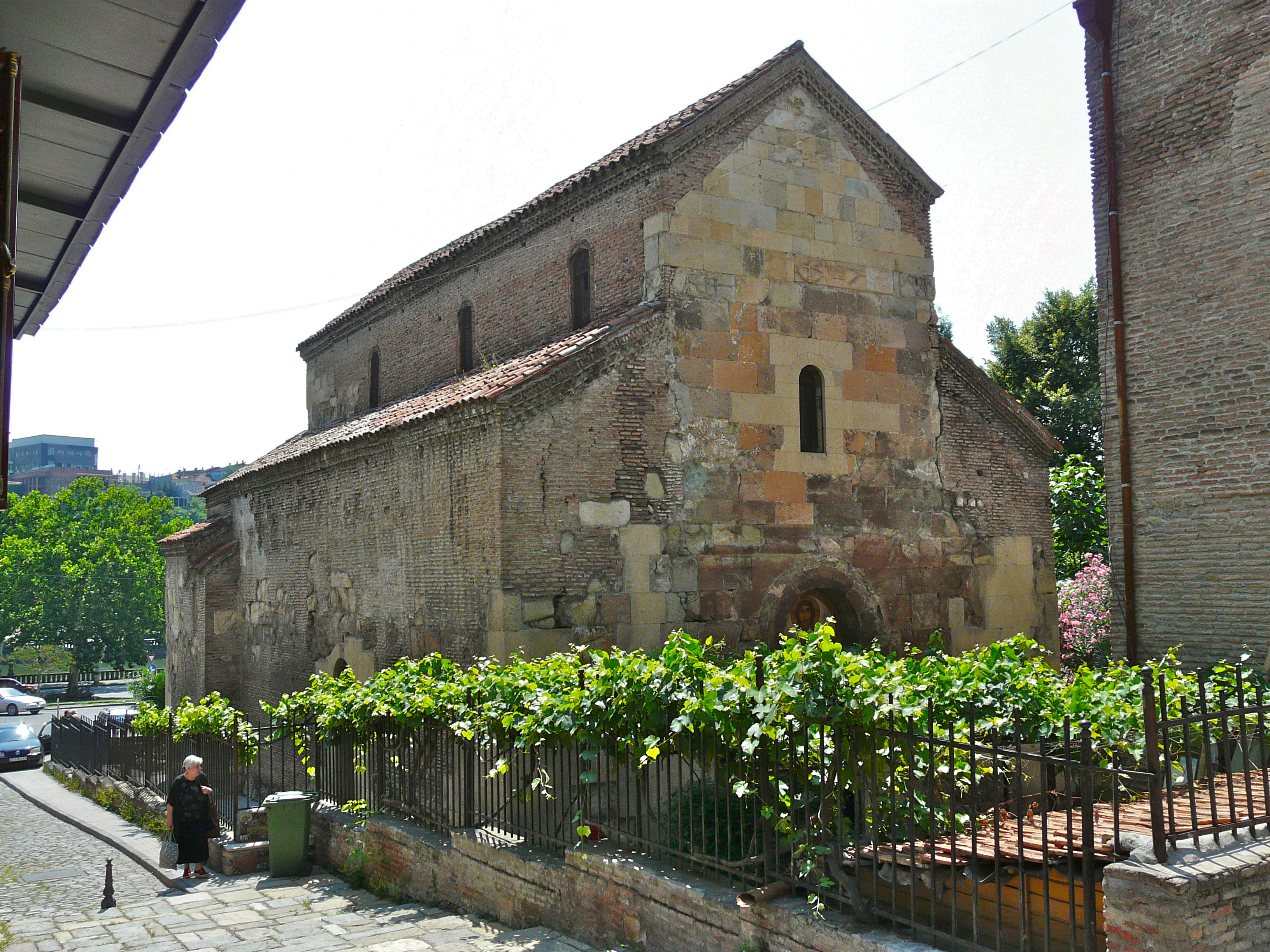
Ančišchatská bazilika, památka z 6. století, je nejstarší zachovaný kostel v Tbilisi

### Raná historie
Archeologové objevili důkazy o trvalém osídlení předměstí Tbilisi, Dighomi, již v době raně bronzové, a kamenné artefakty pocházející z doby paleolitu.
V období pozdní bronzové až rané doby železné to bylo největší sídlo na Kavkaze. Podle legendy bylo území dnešního Tbilisi pokryto lesy ještě v roce 458. Jedna z nejvíce uznávaných variant mýtu o založení Tbilisi praví, že král Vachtang I. Gorgasali (vládl asi 447/49 – 502/22) šel na lov do hustě zalesněné oblasti se sokolem (někdy je sokol v legendě nahrazen buď jestřábem, nebo jiným malým dravým ptákem). Králův sokol měl během lovu ulovit nebo zranit bažanta, přičemž oba ptáci spadli do blízkého horkého pramene a zemřeli na popáleniny. Na krále Vachtanga udělaly horké prameny takový dojem, že se rozhodl vykácet les a postavit na tomto místě město. 
Iberský král Dači (r. 522-534), nástupce Vachtanga I., přesunul hlavní město Iberie z Mcchety do Tbilisi a zahájil stavbu pevnostní zdi, která lemovala nové hranice města. Od 6. století se Tbilisi neustále rozrůstalo díky strategické poloze regionu na důležitých obchodních a cestovních trasách mezi Evropou a Asií. 

### Cizí nadvláda
Výhodná obchodní poloha Tbilisi však nemusela být nutně zárukou jeho přežití. Tbilisi se nacházelo na strategickém místě v srdci Kavkazu mezi Evropou a Asií, a stalo se předmětem soupeření mezi různými mocnostmi v regionu, jako byla Římská říše, Parthská říše, Sásánovská říše, muslimští Arabové, Byzantská říše a seldžučtí Turci. Kulturní vývoj města byl do jisté míry závislý na tom, kdo v různých obdobích městu vládl, ačkoliv Tbilisi bylo poměrně kosmopolitní.
V letech 570-580 vládli městu Peršané, a to až do roku 627, kdy Tbilisi vyplenila byzantsko-chazarská vojska, a později, v letech 736-738, vstoupila do města arabská vojska pod vedením Marvána II. Po tomto období Arabové založili emirát se sídlem v Tbilisi. Po arabském dobytí v 7. století byly do Gruzie přivezeny arabské dirhamy a byla zde zřízena mincovna, která razila mince s nápisy v arabštině a gruzínštině. V roce 764, stále pod arabskou kontrolou, bylo Tbilisi opět vypleněno Chazary. V roce 853 armády arabského vůdce Bughy Al-Turkiho napadly Tbilisi, aby si vynutily jeho návrat k abbásovské věrnosti. Arabská nadvláda nad Tbilisi trvala až do přibližně roku 1050. V roce 1065 seldžucký sultán Alp Arslan podnikl tažení proti Království Gruzie, podrobil si Tbilisi a postavil ve městě mešitu.

### Hlavní město Gruzie
V roce 1121, po bitvě u Didgori proti Seldžukům, obléhali Tbilisi vojska gruzínského krále Davida IV. a v roce 1122 jej dobyli. David přesunul své sídlo z Kutaisi do Tbilisi, které se stalo hlavním městem sjednoceného gruzínského státu, a zahájil tak gruzínský zlatý věk. Ve 12. a 13. století se Tbilisi stalo regionální velmocí s prosperující ekonomikou a ohromující kulturní produkcí. Na konci 12. století dosáhl počet obyvatel Tbilisi 100 000. Město se také stalo významným literárním a kulturním centrem nejen pro Gruzii, ale i pro tehdejší východní pravoslavný svět. Za vlády královny Tamary Gruzínské působil v Tbilisi Šota Rustaveli, který zde psal svou legendární epickou báseň Muž v tygří kůži. Toto období je často označováno jako „zlatý věk Gruzie“ nebo jako gruzínská renesance.

### Mongolská nadvláda a další nestabilita

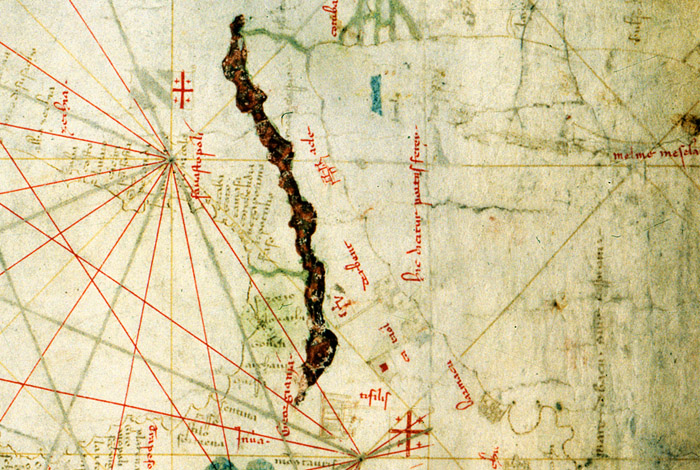
Detail z námořní mapy Detail z námořní mapy Angelina Dulcerta, zobrazující gruzínské pobřeží Černého moře a Tiflis, 1339

„Zlatý věk“ Tbilisi netrval déle než sto let. V roce 1226 se Tbilisi zmocnila Chwarezmská říše pod vedením šáha Džalal al-Dina, který zmasakroval desítky tisíc křesťanů. Po chwarezmské okupaci byla obrana Tbilisi značně zdevastovaná a náchylná k dalším útokům mongolských vojsk. V roce 1236 se Gruzie po drtivých mongolských porážkách podřídila mongolské nadvládě. Samotný národ si zachoval určitou formu „polonezávislosti“ a neztratil svou státnost, ale Tbilisi bylo po celé následující století pod silným politickým i kulturním vlivem Mongolů. Ve 20. letech 13. století se Mongolové z Gruzie stáhli a Tbilisi se opět stalo hlavním městem nezávislého gruzínského státu. V roce 1366 však město postihla epidemie černé smrti.
Od konce 14. do konce 18. století se Tbilisi opět ocitlo pod nadvládou různých cizích mocností. Několikrát bylo město dokonce zcela vypáleno a srovnáno se zemí. V roce 1386 bylo Tbilisi několikrát napadeno a vypleněno Tamerlánovými vojsky. V roce 1440 město napadl a zničil Džahánšáh (šáh perského města Tabríz). V letech 1477–1478 město držel sultán Uzun Hasan, zakladatel Akkojunluské říše.

### Perská kontrola

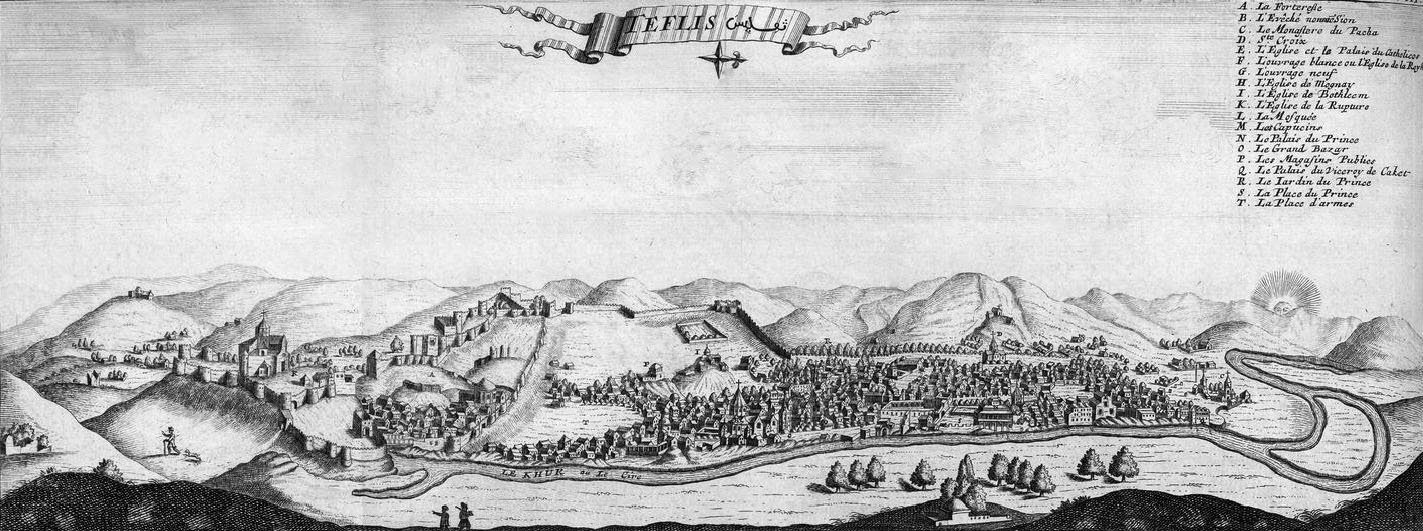
Tbilisi podle francouzského cestovatele Jeana Chardina, 1671

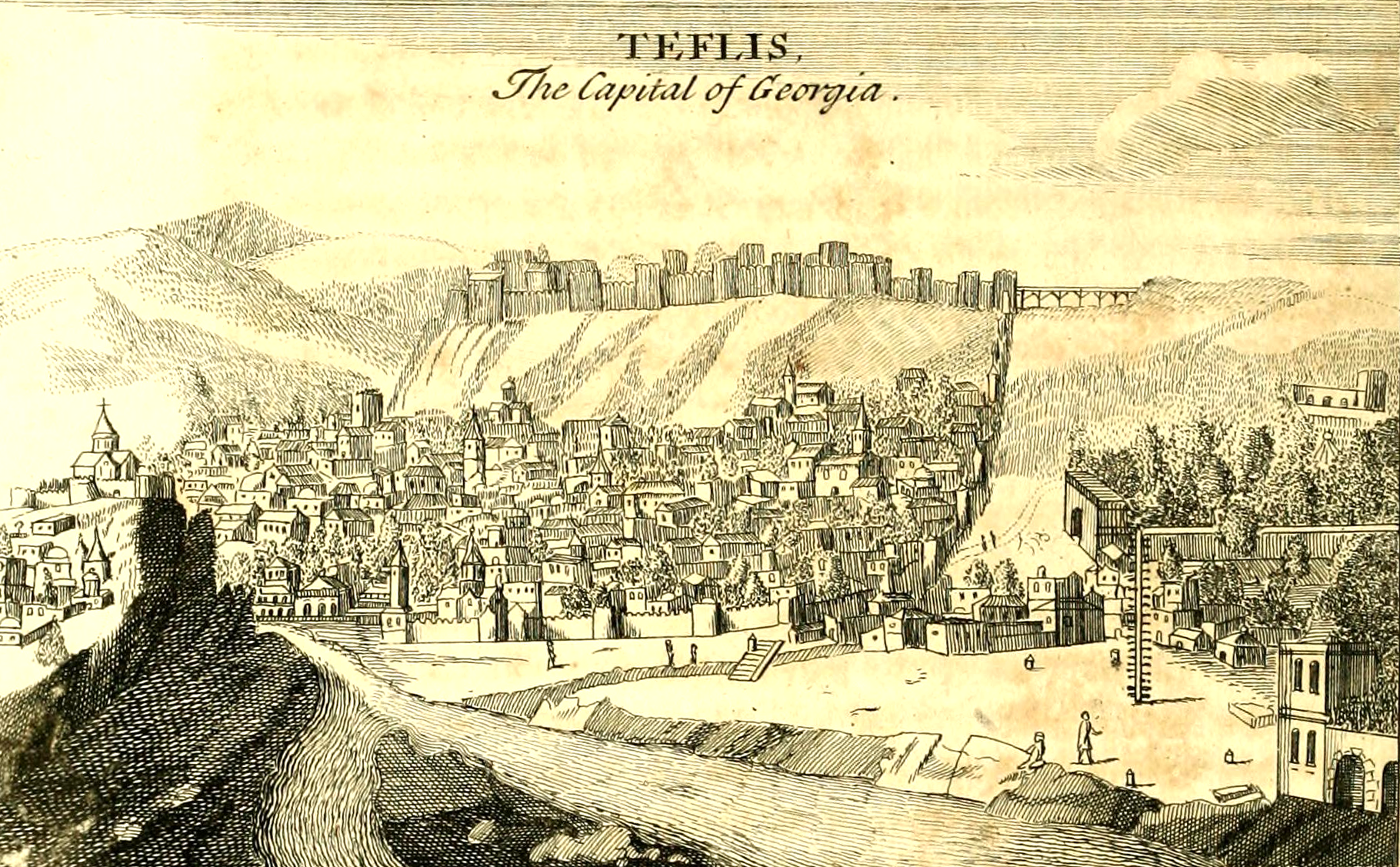
Ilustrace Tiflisu z roku 1717 od Josepha Pittona de Tourneforta

Již v 10. letech 15. století se Tbilisi (a Kartlijské a Kachetské království) stalo vazalským územím Safavidského Íránu. V roce 1522 bylo Tbilisi poprvé obsazeno velkou safavidskou posádkou. Po smrti šáha Ismá‘íla I. (r. 1501-1524) král David X. z Kartli Íránce vyhnal. Během tohoto období byla řada částí Tbilisi přestavěna a přebudována. Čtyři tažení krále Tahmáspa I. (vládl 1524–1576)vedla k opětovnému obsazení Kartli a Kachetie a od roku 1551 bylo v Tbilisi trvale umístěno safavidské vojsko. Od smlouvy z Amasji z roku 1555 a pevněji od roku 1614 do roku 1747, s krátkými přestávkami, bylo Tbilisi důležitým městem pod íránskou nadvládou a fungovalo jako sídlo íránských vazalských králů z Kartli, kterým šáh udělil titul vali. V roce 1718 benátský senát prosil safavidského císaře Husajna Šáha, aby ochránil katolické Armény a kapucínské misionáře v Tbilisi před gruzínskými Armény. Za pozdější vlády Tejmuraze II. a Erekle II. se Tbilisi stalo živým politickým a kulturním centrem bez cizí nadvlády - ale v obavách z neustálé hrozby invaze požádali gruzínští vládci o ruskou ochranu prostřednictvím georgijevské smlouvy z roku 1783. Navzdory této dohodě bylo město v roce 1795 dobyto a zpustošeno íránským vládcem z dynastie Kadžárovců Agá Muhammadem Chánem, který se snažil obnovit tradiční íránskou svrchovanost nad regionem.

### Ruská kontrola

Erb Tiflisu za ruské vlády

V roce 1801 Ruské impérium anektovalo gruzínské Kartlijsko-kachetské království (jehož hlavním městem bylo Tbilisi), a později svou vládu upevnilo gulistánskou smlouvou z roku 1813, která ukončila íránskou kontrolu nad Gruzií. V rámci carského Ruska bylo Tbilisi (tehdy známé jako Tiflis) v roce 1801 začleněno do Tiflisského ujezdu a po jeho založení v roce 1846 se stalo správním centrem Tiflisské gubernie. Ruská carská administrativa zavedla nový evropský městský plán a zadala výstavbu nových budov v západním stylu. Byly vybudovány silnice a železnice, které spojily Tbilisi s dalšími významnými městy ruského impéria, jako je Batumi a Poti. V 50. letech 19. století se Tbilisi opět stalo významným obchodním a kulturním centrem. Svůj domov v Tbilisi našli například Ilja Čavčavadze, Akaki Ceretili, Mirzə Fətəli Axundov, Jakob Gogebašvili, Alexandr Gribojedov a mnoho dalších státníků, básníků a umělců. Město mnohokrát navštívili a oblíbili si Alexandr Sergejevič Puškin, Lev Tolstoj, Michail Lermontov, rodina Romanovců a další. Hlavní novou tepnou vybudovanou za ruské správy byla Golovinova třída (dnešní Rustaveliho třída), na níž si zřídili své sídlo kavkazští místokrálové. Po většinu počátku 19. století byli nejpočetnější etnickou skupinou v Tbilisi Arméni, kteří v určitém období tvořili skoro tři čtvrtiny (74 %) obyvatelstva.

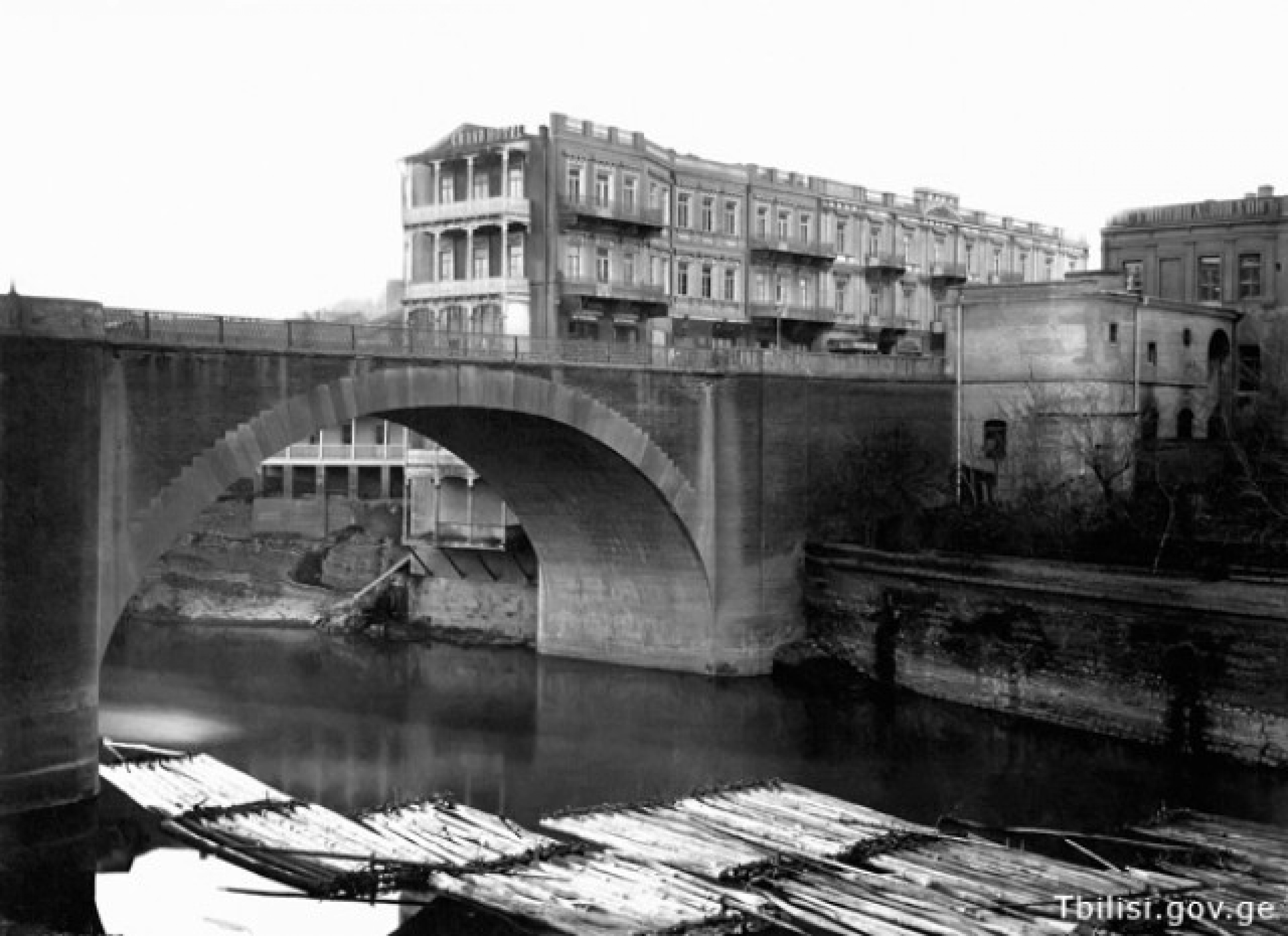
„Suchý most“ od italského architekta Antonia Scudieriho
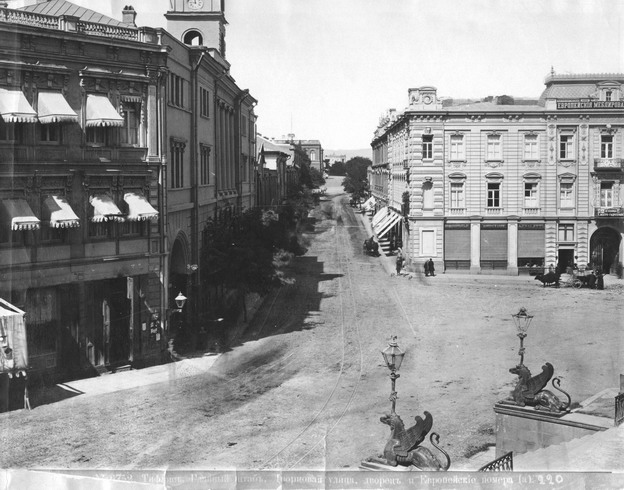
Pohled na Golovinovu třídu z místa dnešního náměstí Svobody
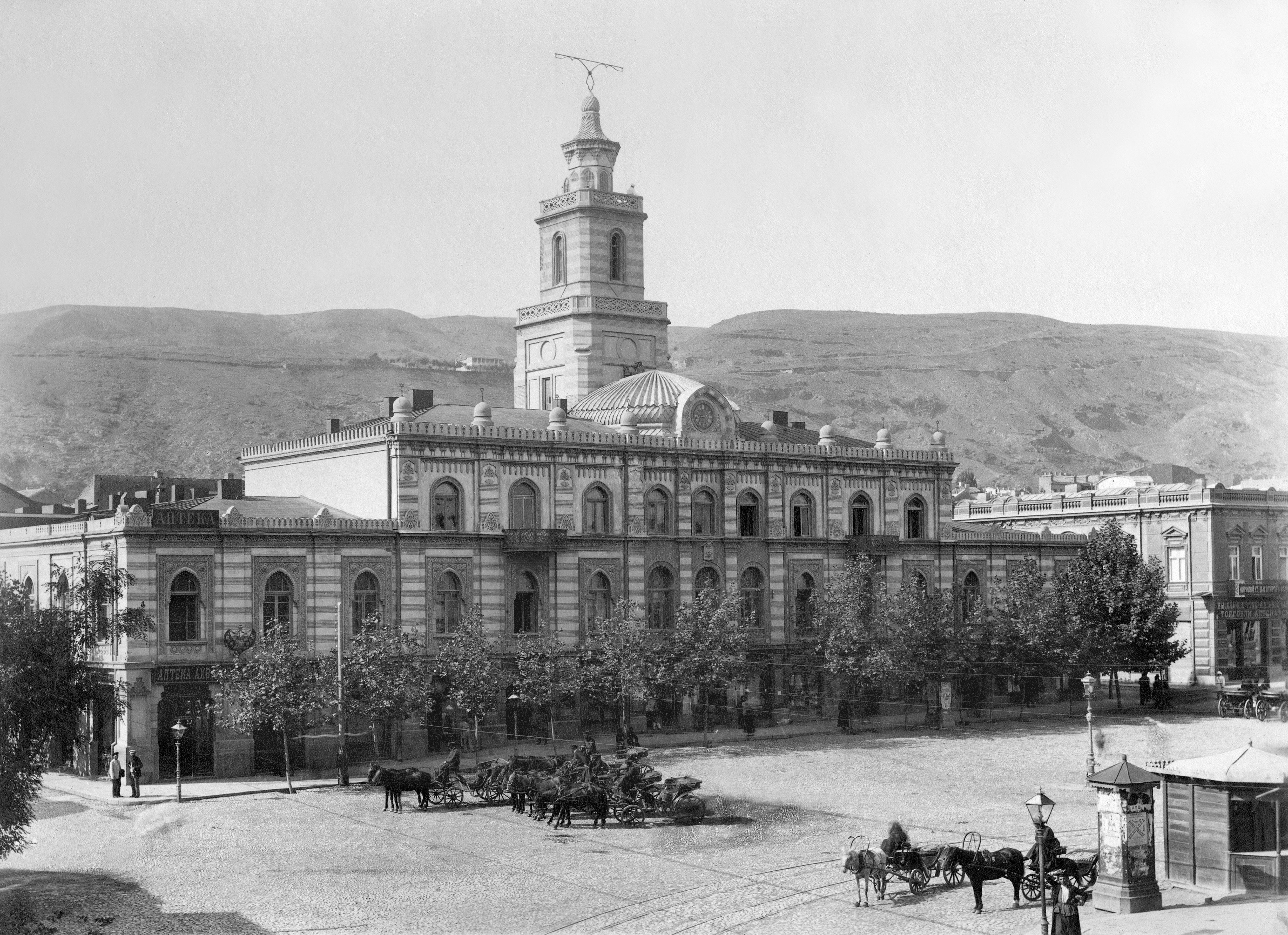
Budova tbiliské radnice
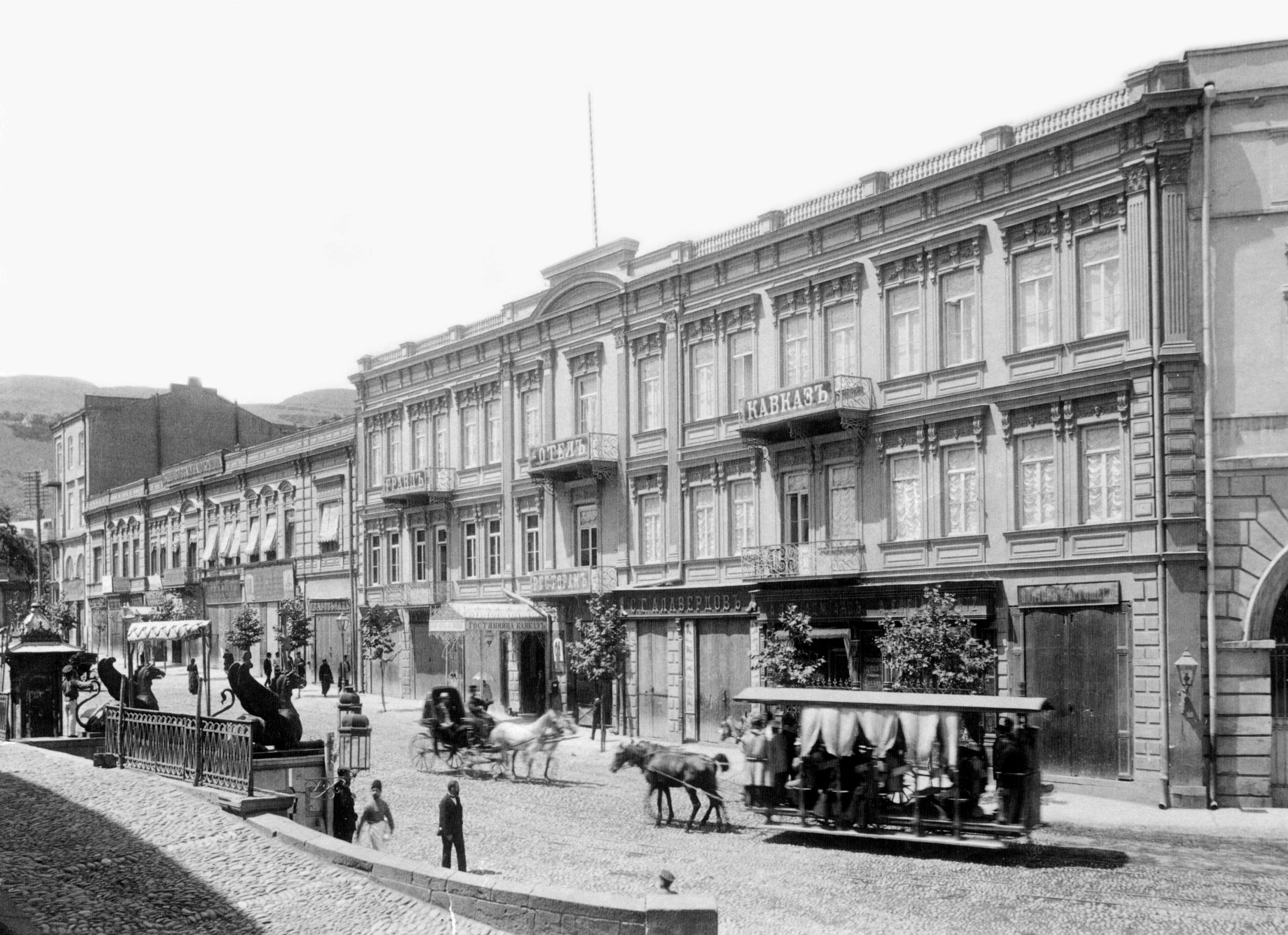
Grandhotel „Kavkaz“ v centru Tbilisi, kolem roku 1900
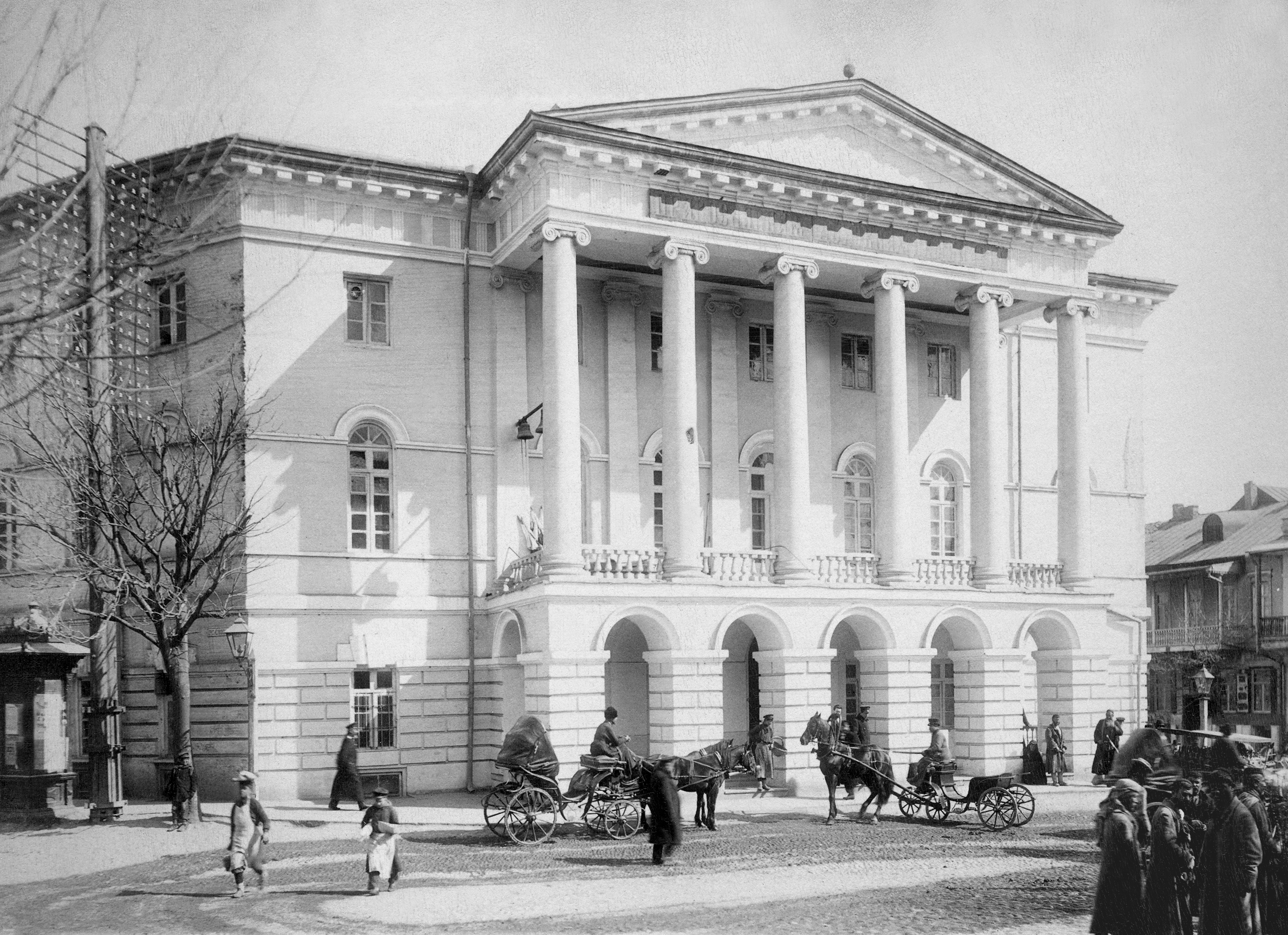
Budova Gruzínského uměleckého muzea, postavená na konci 30. let 19. století, foto cca 1900
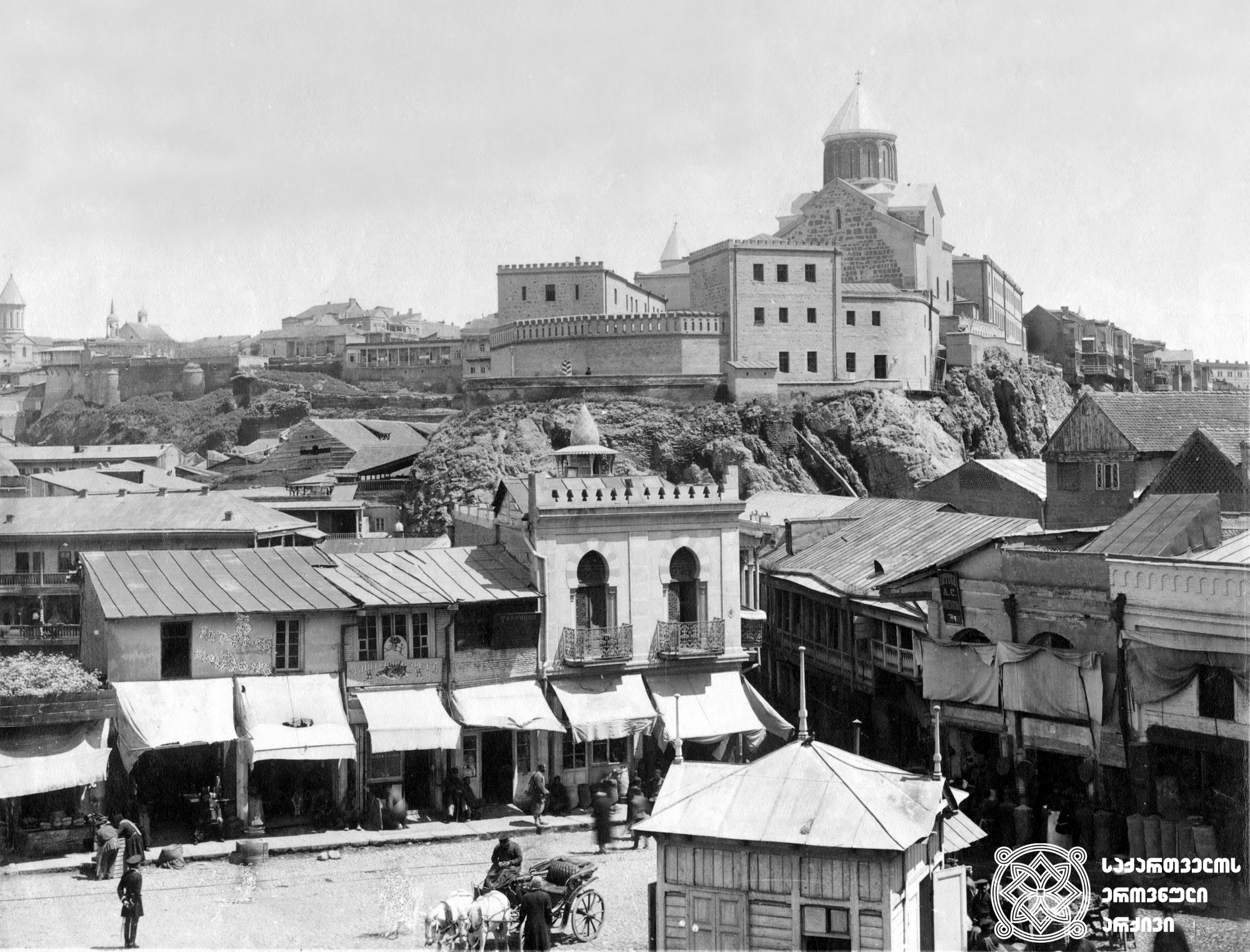
Tatarský bazar s pravoslavným kostelem Metechi na skále
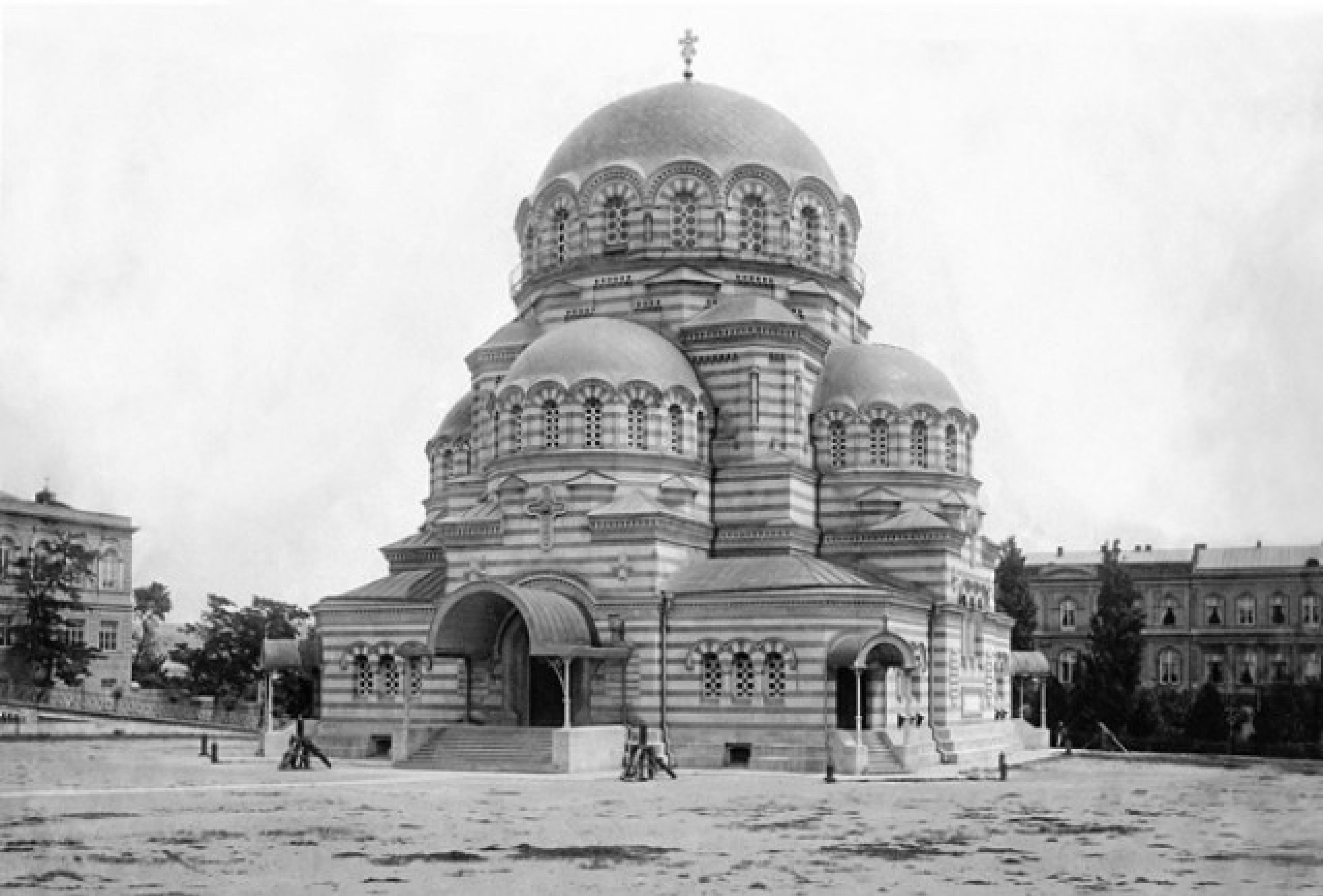
Katedrála Alexandra Něvského, zbořená Sověty, aby uvolnila místo současné budově parlamentu

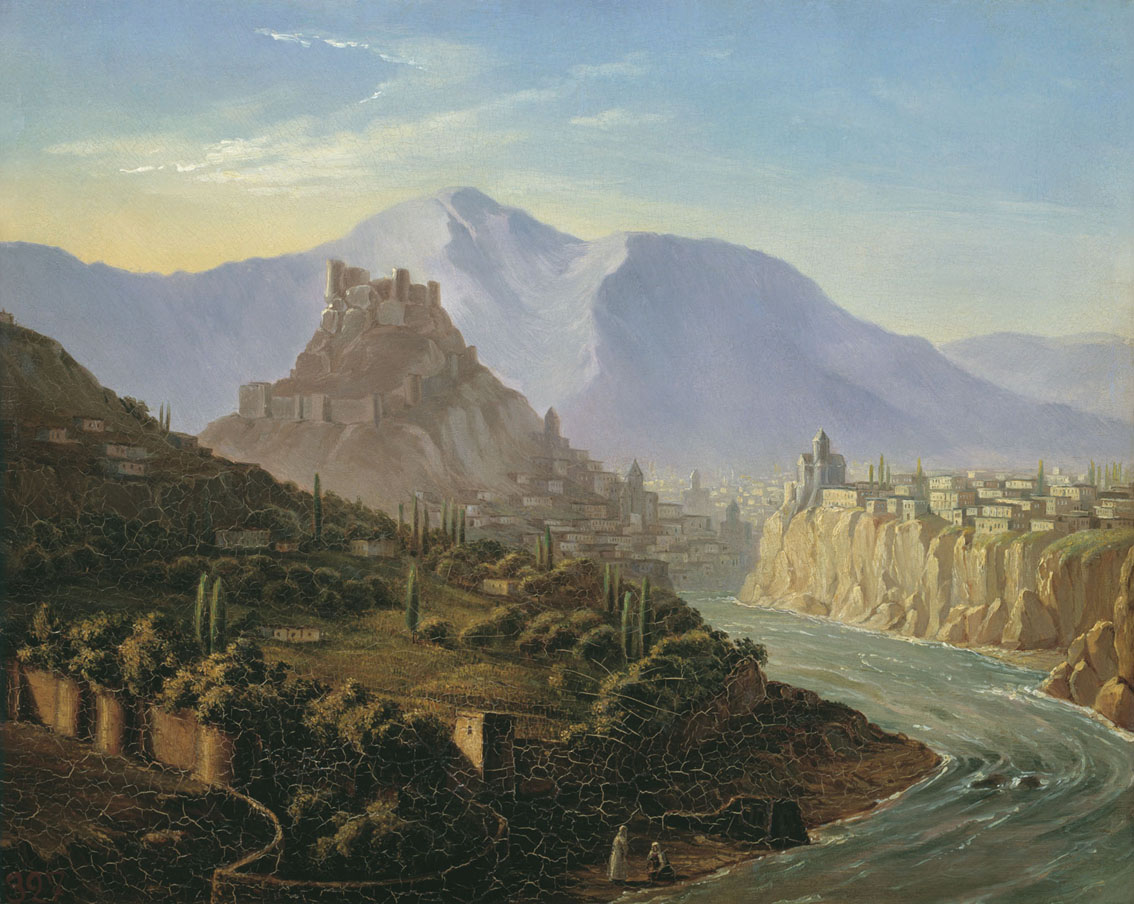
Tiflis podle Michaila Lermontova, 1837

### Krátká nezávislost
Po ruské říjnové revoluci roku 1917 zde sídlila prozatímní zakavkazská vláda, která na jaře 1918 vytvořila krátce trvající nezávislou Zakavkazskou federaci s hlavním městem Tbilisi.V této době žil v Tbilisi zhruba stejný počet Arménů jako Gruzínců, třetí nejpočetnější etnickou skupinou byli Rusové. V bývalém paláci vicekrále Kavkazu byla v květnu 1918 byla právě v paláci bývalého místokrále Kavkazu vyhlášena národními radami nezávislost tří zakavkazských národů - Gruzie, Arménie a Ázerbájdžánu. Poté Tbilisi fungovalo jako hlavní město Gruzínské demokratické republiky až do 25. února 1921. V letech 1918–1919 město také postupně sloužilo jako velitelství německé posádky a později britské 27. divize;Tbilisi bylo také hlavním sídlem britského vrchního komisaře v Zakavkazsku Olivera Wardropa a vysokého komisaře v Arménii plukovníka Williama N. Haskella.
Za národní vlády se Tbilisi stalo prvním kavkazským univerzitním městem, když byla v roce 1918 založena Tbiliská státní univerzita. Dne 25. února 1921 vtrhla do Tbilisi bolševická ruská 11. rudá armáda a po urputných bojích na předměstí města vyhlásila sovětskou vládu. 

### Sovětská vláda

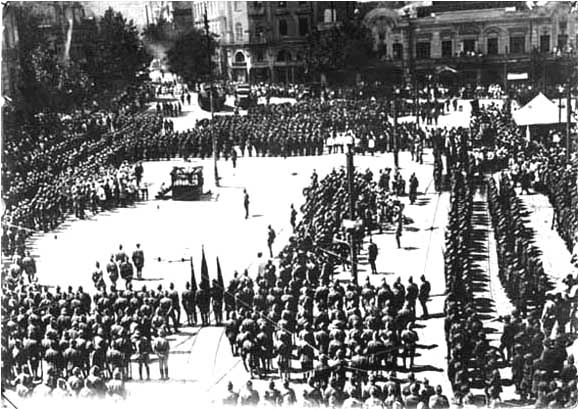
Rudá armáda vstoupila do Tbilisi dne 25. února 1921

V roce 1921 byla Gruzínská demokratická republika obsazena sovětskými bolševickými vojsky z Ruska a až do roku 1936 fungovalo Tbilisi nejprve jako hlavní město násilně vytvořené Zakavkazské sovětské federativní socialistické republiky (která zahrnovala Arménii, Ázerbájdžán a Gruzii) a poté až do roku 1991 jako hlavní město Gruzínské sovětské socialistické republiky.Během sovětské vlády se počet obyvatel Tbilisi výrazně zvýšil, město se industrializovalo a stalo se také významným politickým, společenským a kulturním centrem Sovětského svazu. V roce 1980 se ve městě konal první státem posvěcený rockový festival v Sovětském svazu. Jako významný turistický cíl pro sovětské občany i zahraniční návštěvníky bylo tbiliské „staré město“ (čtvrti uvnitř původních městských hradeb) v 70. a 80. letech 20. století rekonstruováno.
V roce 1956 se Tbilisi stalo svědkem masových protiruských demonstrací v rámci masakru 9. března na protest proti protistalinské politice Nikity Chruščova. K pokojným protestům došlo i v roce 1978 a v roce 1989 byla tragédie 9. dubna pokojným protestem, který se změnil v násilný. 
V roce 1956 se Tbilisi stalo svědkem masových protiruských demonstrací v rámci masakru 9. března na protest proti protistalinské politice Nikity Chruščova. K pokojným protestům došlo i v roce 1978 a v roce 1989 byla tragédie 9. dubna pokojným protestem, který se změnil v násilný. 

### Po získání nezávislosti
Od rozpadu Sovětského svazu zažívalo Tbilisi období značné nestability a zmatků. Po krátké občanské válce, která ve městě trvala dva týdny od prosince 1991 do ledna 1992 (kdy se střetly pro-gamsachurdské a opoziční síly), se Tbilisi stalo dějištěm častých ozbrojených střetů mezi různými mafiánskými klany a nelegálními podnikateli. Během Ševardnadzeho éry (1992-2003) bujela kriminalita a korupce. Mnoho vrstev společnosti zchudlo kvůli nezaměstnanosti způsobené rozpadem ekonomiky. Průměrní občané Tbilisi začali být stále více rozčarováni ze stávající kvality života ve městě (a v zemi obecně). Masové protesty se konaly v listopadu 2003 poté, co zfalšované parlamentní volby vyhnaly do ulic více než 100 000 lidí a vyústily v Růžovou revoluci. Od roku 2003 zažilo Tbilisi podstatně větší stabilitu, klesla kriminalita, zlepšila se ekonomika a nastal boom v oblasti nemovitostí. Během války v Jižní Osetii v roce 2008 byla oblast Tbilisi zasažena několika ruskými leteckými útoky.
Po válce bylo zahájeno několik velkých projektů, včetně tramvajového systému, železničního obchvatu a přesunu hlavního nádraží, a nových městských dálnic. V červnu 2015 zabila povodeň nejméně dvacet lidí a způsobila, že zvířata z tbiliské zoo utekla do ulic.

## Geografie

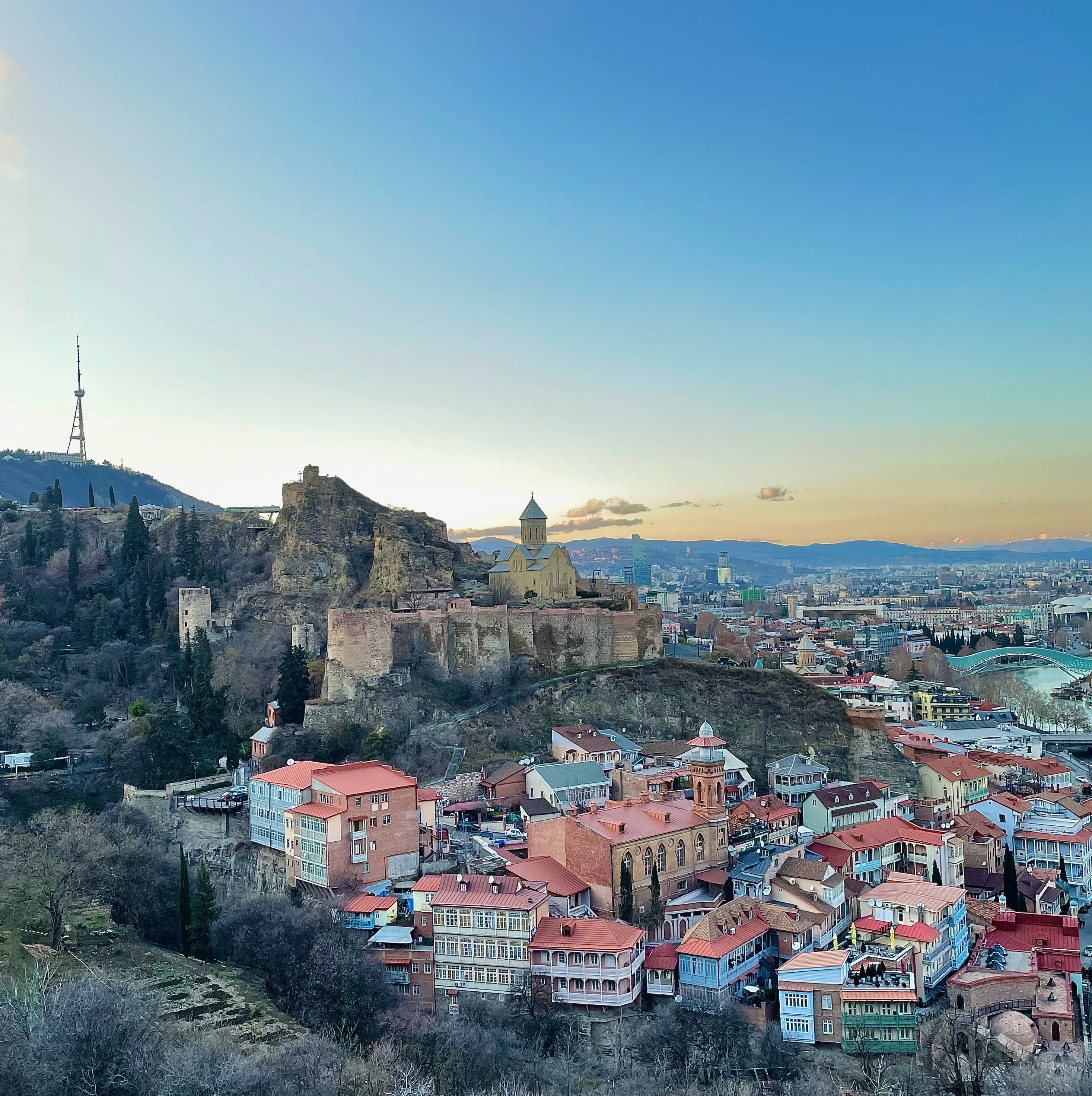
Tbilisi, zejména Staré město, má členitý reliéf s kopci a skálami.

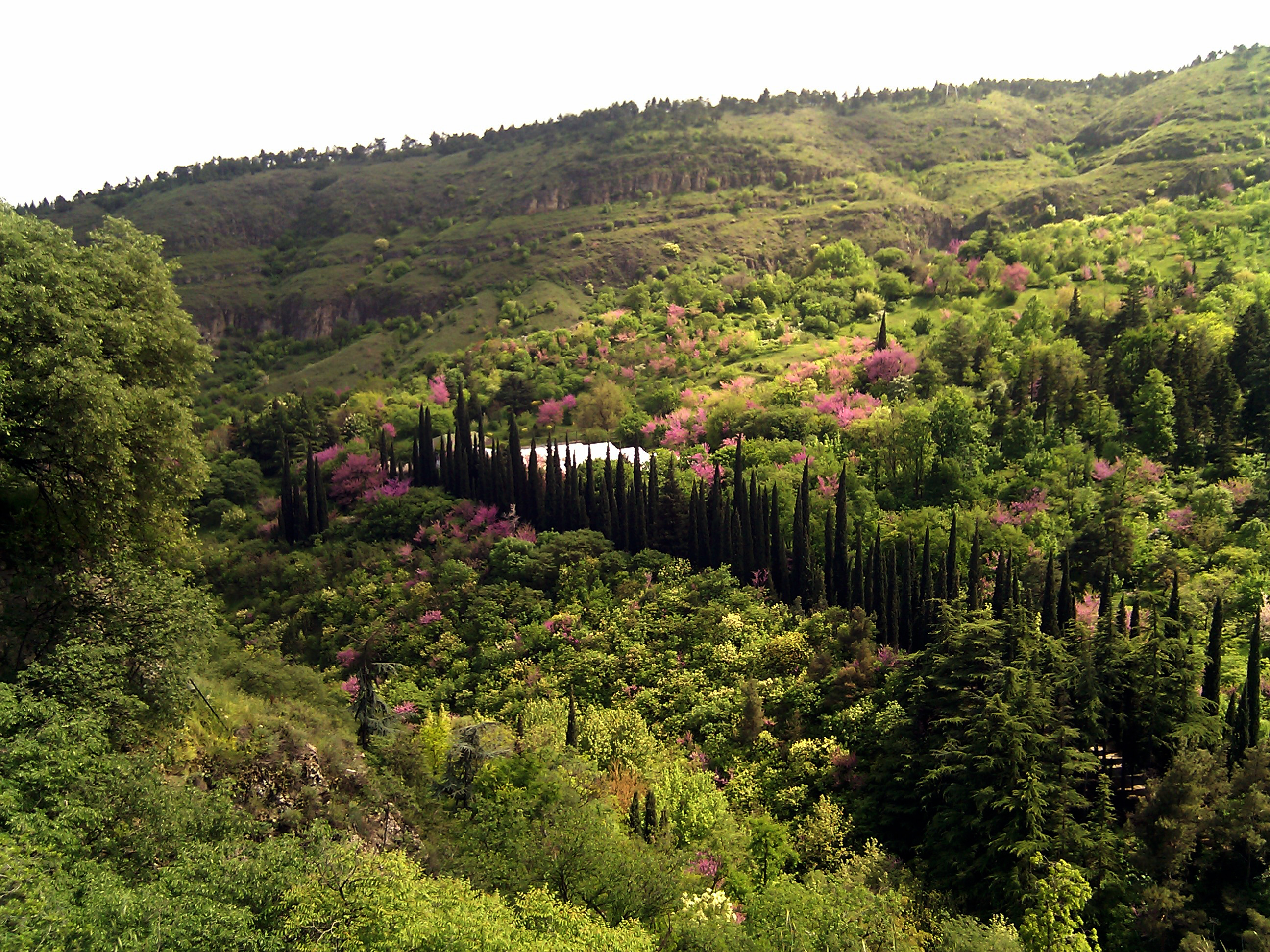
Národní botanická zahrada Gruzie v Tbilisi je skryta před zraky, protože se nachází mezi kopci pohoří Sololaki.

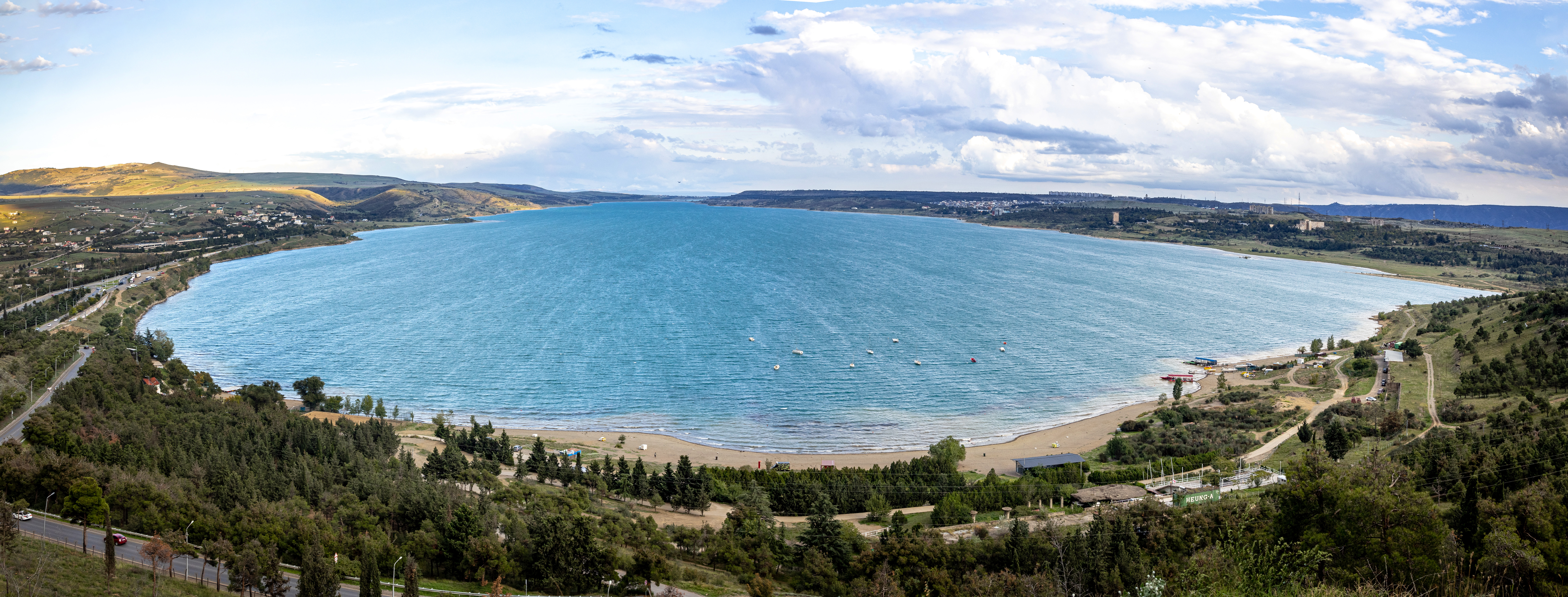
Tbiliské moře, největší vodní plocha města, se nachází na předměstí.

### Poloha
Tbilisi se nachází na jižním Kavkaze na 41° 43' s. š. a 44° 47' v. d. Město leží ve východní Gruzii na obou březích řeky Kura (místně nazývané Mtkvari). Nadmořská výška města se pohybuje v rozmezí 380–770 m a město má tvar amfiteátru obklopeného ze tří stran horami. Na severu je Tbilisi ohraničeno pohořím Saguramo, na východě a jihovýchodě Iorskou planinou, na jihu a západě různými výběžky Trialetského hřbetu.
Reliéf Tbilisi je členitý. Část města, která leží na levém břehu řeky Kura, se táhne v délce více než 30 km od Avčalského okresu k řece Lochini. Část města, která leží na pravém břehu řeky, je však vybudována podél úpatí Trialetského hřbetu, jehož svahy v mnoha případech klesají až k okrajům řeky. Pohoří je tedy významnou překážkou rozvoje města na jeho pravém břehu. Tento typ geografického prostředí vytváří kapsy velmi hustě zastavěných oblastí, zatímco jiné části města zůstávají kvůli složitému topografickému reliéfu nezastavěné.
Na severu města se nachází velká přehradní nádrž (obecně známá jako Tbiliské moře), která je napájena zavlažovacími kanály.

### Klima
Tbilisi má vlhké mírné podnebí („Cfa“ podle Köppenovy klasifikace) se značnými vlivy kontinentálního a polopouštního podnebí. Ve městě panují horká a vlhká léta a mírně chladné a suché zimy. Stejně jako v jiných regionech Gruzie spadne i v Tbilisi během roku značné množství srážek bez výrazného období sucha. Podnebí města je ovlivňováno jak suchými (středoasijskými/sibiřskými) vzduchovými hmotami z východu, tak oceánskými (atlantickými/černomořskými) vzduchovými hmotami ze západu. Vzhledem k tomu, že město je z většiny stran ohraničeno horskými pásmy, těsnou blízkostí velkých vodních ploch (Černé a Kaspické moře) a skutečností, že pohoří Velký Kavkaz (dále na severu) blokuje pronikání studených vzduchových hmot z Ruska, má Tbilisi ve srovnání s jinými městy, která mají podobné klima na stejných zeměpisných šířkách, poměrně mírné mikroklima.
Průměrná roční teplota v Tbilisi je 13,8 °C. Nejchladnějším měsícem je leden s průměrnou teplotou 2,7 °C. Nejteplejším měsícem je červenec s průměrnou teplotou 25,4 °C. Nejvyšší denní teploty dosahují nebo překračují 32 °C v průměru 22 dní během roku. Absolutní minimální zaznamenaná teplota je −24,4 °C v lednu 1883 a absolutní maximum 42,0 °C v červenci 1882. Průměrný roční úhrn srážek je 512 mm. Nejvlhčím měsícem je květen (průměrný úhrn srážek 84 mm), nejsušším měsícem je leden (průměrný úhrn srážek 16 mm). Sníh padá v průměru 15–25 dní v roce. Okolní hory často zadržují mraky uvnitř města a v jeho okolí, hlavně v jarních a podzimních měsících, což má za následek dlouhotrvající deštivé a/nebo oblačné počasí. Na většině území Tbilisi převládají po celý rok severozápadní větry. Časté jsou také jihovýchodní větry.

## Obyvatelstvo
Tbilisi je multietnické město, ve kterém žije více než 100 etnických skupin. Přibližně 90 % obyvatelstva tvoří etničtí Gruzíni, významnou část populace tvoří například Arméni (5 %), Ázerbájdžánci (1,4 %) a Rusové (1,2 %). Dále v Tbilisi žijí i Oseti, Abcházové, Ukrajinci, Řekové, Židé, Asyřané či Jezídové..
| Tbilisi (město) | 78 445 | ▲ 159 590 | ▲ 233 958 | ▲ 519 220 | ▲ 694 664 | ▲ 889 020 | ▲ 1 066 022 | ▲ 1 259 692 | ▼ 1 073 345 | ▼ 1 062 282 | ▲ 1 154 314 | ▲ 1 227 811 |  |  |
| |        |           |           |           |           |           |             |             |             |             |             |             |  |  |
| Gruzínci | 27,1%  | 26,3%     | 34,6%     | 44,0%     | 48,4%     | 57,5%     | 62,1%       | 66,1%       | 84,2%       | 89,9%       | -           | -           |  |  |
| Arméni | 47,7%  | 29,5%     | 36,5%     | 26,4%     | 21,5%     | 16,9%     | 14,5%       | 12,0%       | 7,6%        | 4,8%        | -           | -           |  |  |
| Rusové | 18,0%  | 28,1%     | 16,5%     | 19,4%     | 18,1%     | 14,0%     | 12,3%       | 10,0%       | 3,0%        | 1,2%        | -           | -           |  |  |
| Zdroj: Statistiky obyvatelstva Gruzie od roku 1886 do současnosti, s etnickou příslušností 1886–⁠⁠⁠⁠⁠⁠1959, 1970, 1979, 1989, 2002, 2014, sčítání lidu 2002 |        |           |           |           |           |           |             |             |             |             |             |             |  |  |

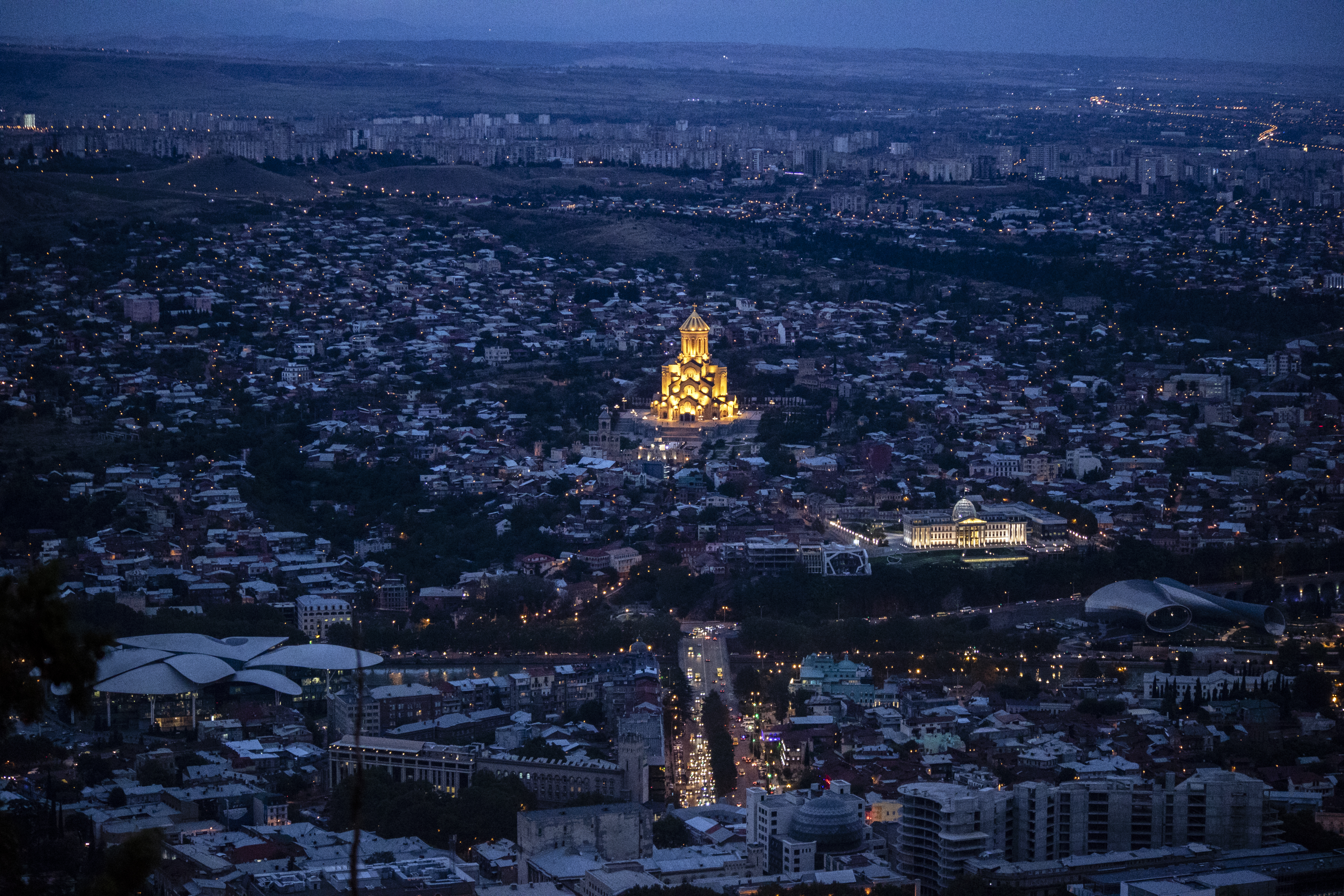
Katedrála Sameba

Kvůli ekonomickým potížím, které země zažívala po pádu Sovětského svazu, nárůstu kriminality a korupce, nedostatku elektřiny a následnému všeobecnému zbídačení země, mnoho Gruzínců odcházelo z Tbilisi (a ze země obecně) do Ruska a dalších zemí, zejména evropských. Mnoho etnických menšin se také vrátilo do svých zemí (Židé, Řekové, Peršané, Němci, Ázerbájdžánci…). Ve městě však dochází k obnově počtu obyvatel, a to díky zlepšení životní úrovně, což přispívá k tomu, že tam lidé zůstávají, a také díky migraci venkovského obyvatelstva do města, kde se soustřeďuje hospodářský, průmyslový, kulturní a politický život.

### Náboženství
Více než 95 % obyvatel Tbilisi vyznává některou z forem křesťanství (z nichž převažuje gruzínská pravoslavná církev). Významné stoupence má také Ruská pravoslavná církev, která je v plném společenství s Gruzínskou pravoslavnou církví, a Arménská apoštolská církev. Menšina obyvatel (asi 1,5 %) vyznává islám (především šíitský), zatímco judaismus vyznává asi 0,1 % obyvatel Tbilisi. Ve městě se nachází také římskokatolický kostel a chrám jezídského sultána Ezida.

## Politika

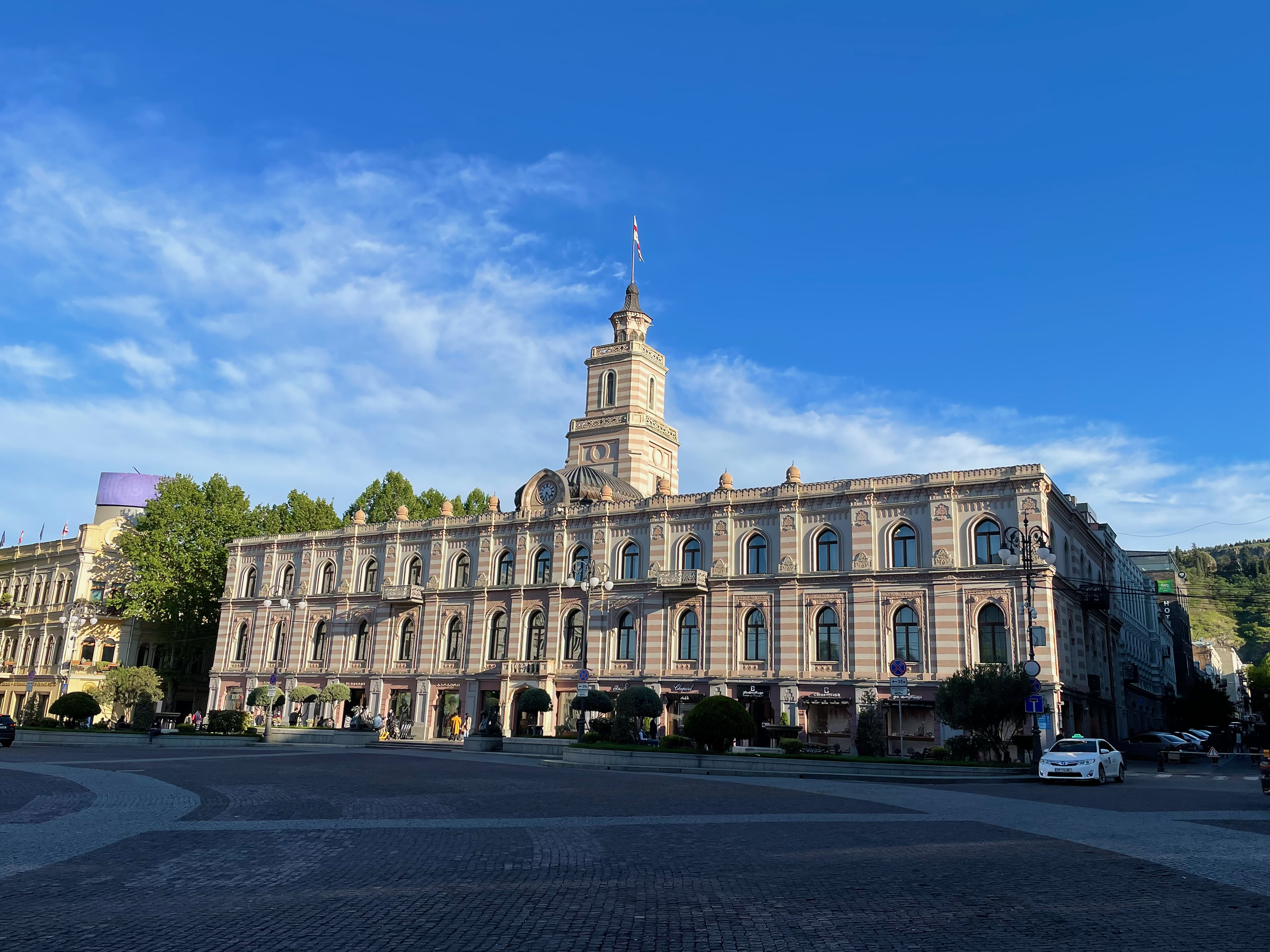
Budova radnice s výhledem na náměstí Svobody

Status Tbilisi jako hlavního města země je definován článkem 10 Ústavy Gruzie (1995) a zákonem o hlavním městě Gruzie - Tbilisi z února 1998.
Tbilisi je řízeno Tbiliským městským shromážděním (Sakrebulo) a tbiliskou radnicí (Meria). Městské shromáždění a starosta jsou voleni jednou za čtyři roky v přímých volbách. Starostou Tbilisi je Kacha Kaladze a předsedou tbiliského městského shromáždění je Giorgi Alibegašvili.

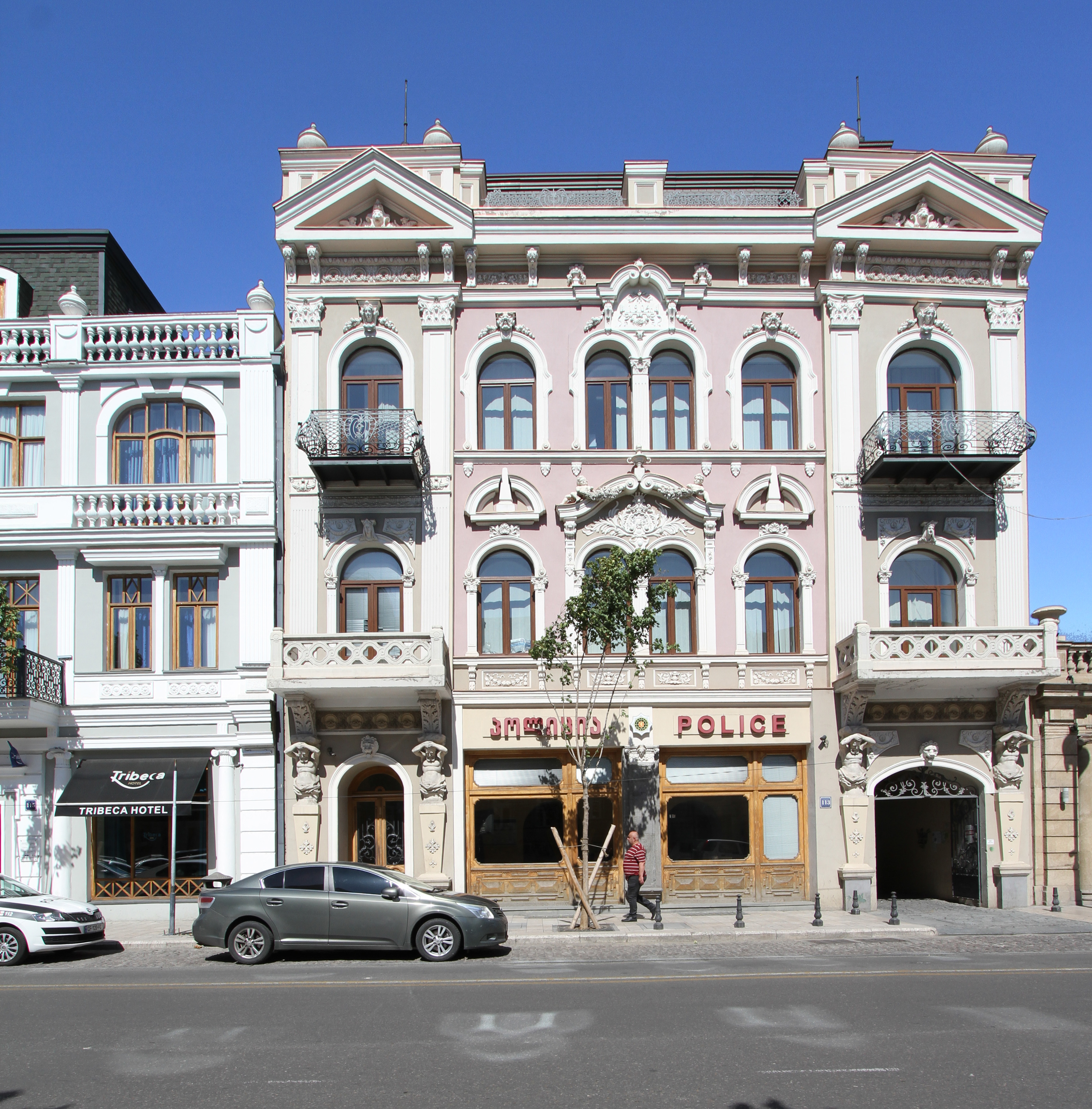
Policejní stanice na třídě Agmašenebeli

Administrativně je město rozděleno na rajóny ( obvody), které mají své vlastní jednotky centrální a místní správy s působností v omezeném rozsahu záležitostí. Toto členění vzniklo za sovětské vlády ve 30. letech 20. století v návaznosti na všeobecné členění Sovětského svazu. Po znovuzískání nezávislosti Gruzie byl systém rajonů upraven a přeorganizován. Podle poslední revize mezi se Tbilisi dělí na 10 rajónů: Mtacminda, Vake, Saburtalo, Krtsanisi, Isani, Samgori, Chughureti, Didube, Nadzaladevi a Gldani.
Většina rajonů je pojmenována podle historických čtvrtí města. Obyvatelé Tbilisi široce uznávají neformální systém menších historických čtvrtí. Těchto čtvrtí je však více a tvoří jakousi hierarchii, protože většina z nich ztratila své výrazné topografické hranice. Přirozenou první úrovní členění města je rozdělení na pravý a levý břeh řeky Mtkvari (Kury). Názvy nejstarších čtvrtí sahají až do raného středověku a někdy představují velkou jazykovou zajímavost. Nejnovější celky nesou převážně obytné marketingové názvy.
V 19. století se například gruzínská čtvrť omezovala na jihovýchodní část města; Baedeker popisuje její uspořádání výstižně:
| „                                                | V severní části města, na levém břehu Kury a jižně od nádraží, se rozkládá čistá německá čtvrť, kterou dříve obývali němečtí přistěhovalci z Württemberska (1818). Na jihu se nachází gruzínská čtvrť (Avlabár). Na pravém břehu Kury je ruská čtvrť, sídlo úředníků a větších obchodních firem. Na jihu k ní přiléhají arménský a perský bazar. | “ |
| — Karl Baedeker, Rusko: Příručka pro cestovatele | |   |

## Ekonomika a infrastruktura

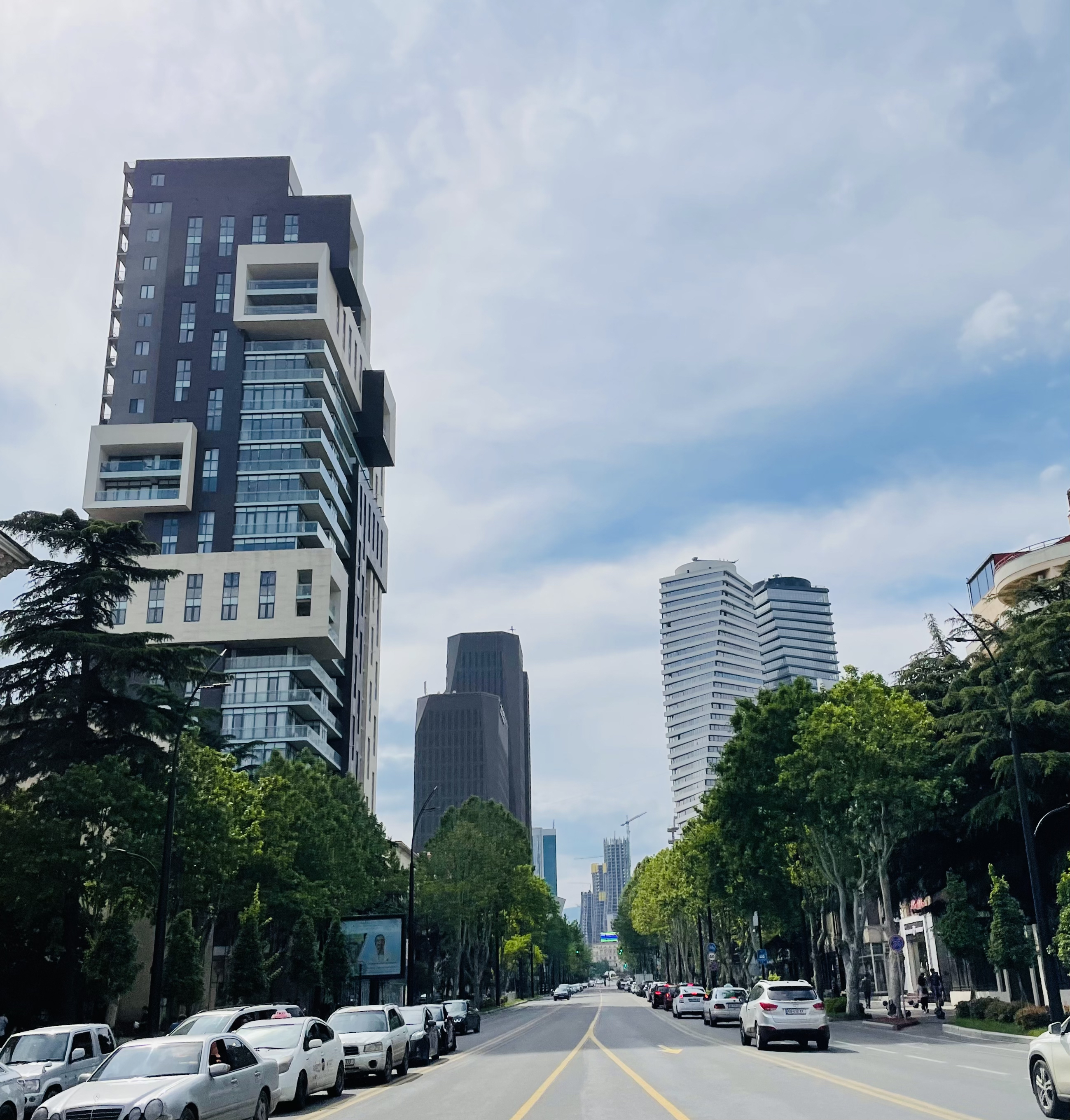
Výškové obytné a kancelářské budovy ve Vake.

S nominálním hrubým domácím produktem (HDP) 37 miliard gruzínských lari (12 miliard €) za rok 2023 je Tbilisi ekonomickým centrem země a vytváří více než polovinu gruzínského HDP. Jeho HDP na obyvatele ve výši cca 27 000 gruzínských lari (8 700 €) převyšuje celostátní průměr o více než 50 %. Samotnému sektoru služeb dominuje odvětví velkoobchodu a maloobchodu, což odráží roli Tbilisi jako tranzitního a logistického centra pro zemi a jižní Kavkaz. Zpracovatelský průmysl se na HDP Tbilisi podílí pouze 12 procenty, ale co do zaměstnanosti a celkové přidané hodnoty je mnohem větší než výrobní odvětví v kterémkoli jiném regionu Gruzie. Míra nezaměstnanosti v Tbilisi je – s 22,5 procenta – výrazně vyšší než v regionech.

### Cestovní ruch a rekreace
Rostoucí popularita Gruzie jako mezinárodní turistické destinace vynesla Tbilisi na mapu světového cestovního ruchu. V roce 2019 zemi navštívilo více než 9 milionů zahraničních návštěvníků (v roce 2024 to bylo 7,4 mil.) a hlavní město zaznamenalo významné investice do pohostinství. Nyní je přední turistickou destinací v regionu a nabízí nádherné městské scenérie, architekturu ve stylu art deco, ruskou, východní a sovětskou architekturu, národní muzea a galerie, kulturní památky, festivaly, historické památky a výjimečnou tradiční gruzínskou kuchyni spolu s širokou nabídkou mezinárodních restaurací. Město je díky své složité historii známé jako tavící kotel kultur, rozmanitá metropole s pestrou paletou atrakcí.

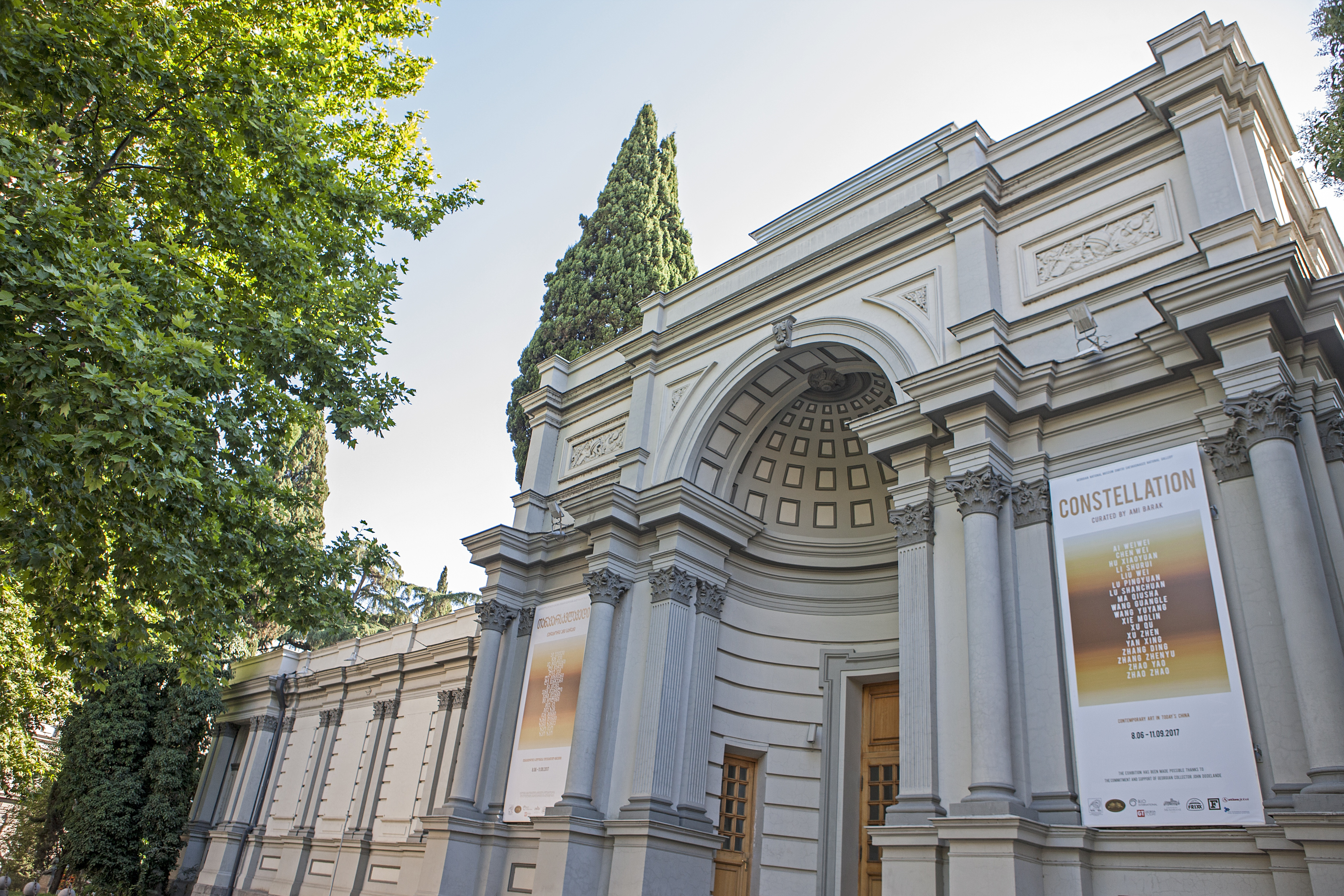
Galerie umění v Tbilisi

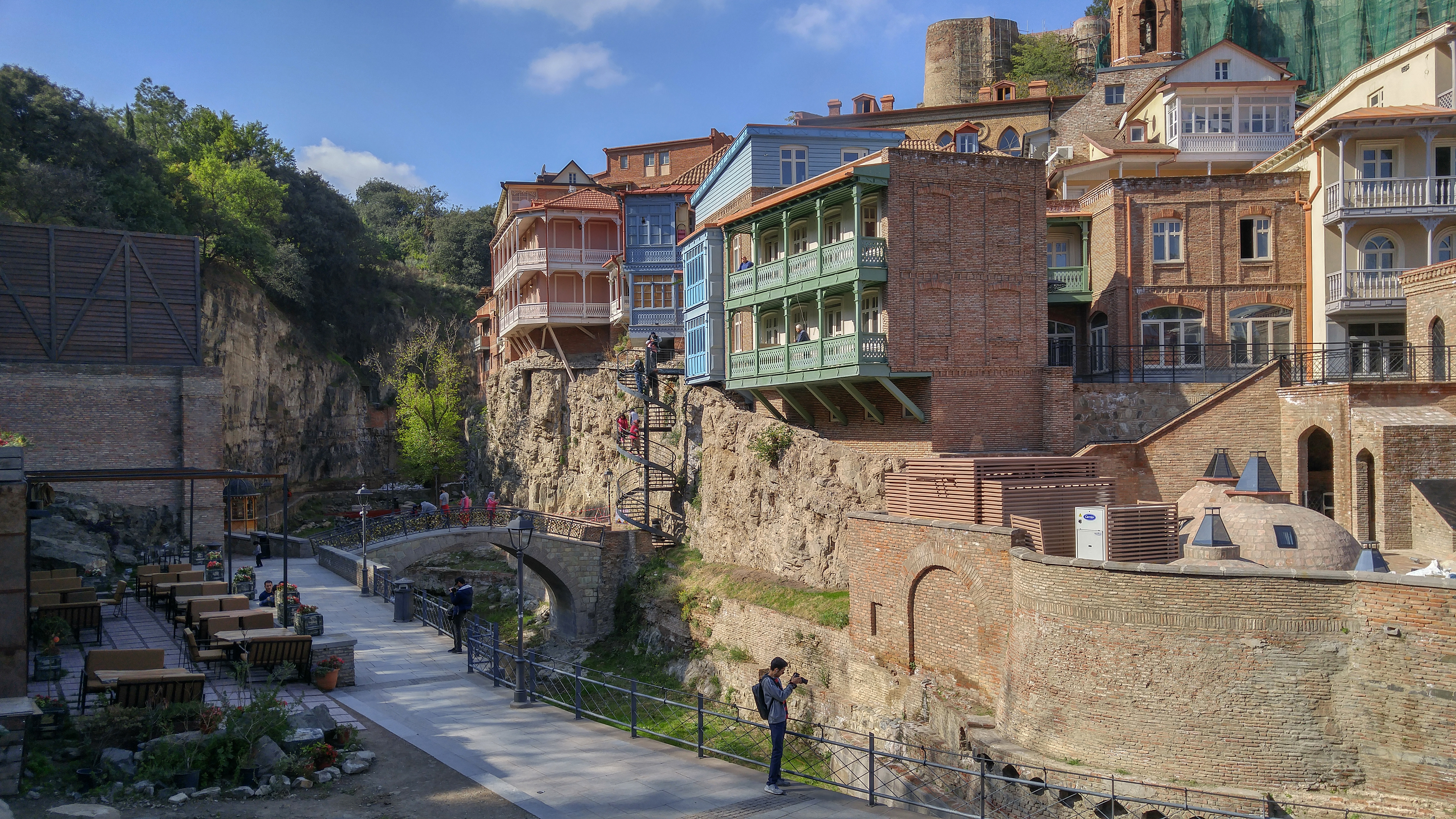
Abanotubani

Tbilisi má významné památky a vyhlídková místa. V Tbilisi se nachází budovy gruzínského parlamentu a vlády (státní kanceláře), Nejvyšší soud Gruzie, katedrála Sameba, Voroncovův palác (dnes známý také jako Dětský palác), Národní parlamentní knihovna Gruzie, Národní banka Gruzie, Tbiliský cirkus, Most míru a mnoho státních muzeí. V sovětských dobách se Tbilisi neustále umisťovalo na prvních čtyřech místech v počtu muzeí v Sovětském svazu. 
Z historických památek města jsou nejvýznamnější pevnost Narikala (4.–17. století), bazilika Ančischati (6. století, přestavěna v 16. století), katedrála Sioni (8. století, později přestavěna) a kostel Metechi, Etnografické muzeum pod širým nebem, sirné lázně a staré město Tbilisi.
Kromě tradičních atrakcí se v Tbilisi rozvíjí kultura nočních klubů, která kolem roku 2010 začala přitahovat pozornost světových médií. V předních klubech, jako jsou Bassiani, Mtkvarze, Khidi a Café Gallery, vystupují významní mezinárodní DJové i místní interpreti. Díky rostoucí queer noční scéně je město také domovem několika undergroundových LGBTQ podniků.
Rekreační zařízení se nacházejí v okolí tbiliské přehrady a jezera Lisi a v několika městských parcích, jako je park Vake a park Vera. Na místě bývalého hipodromu mezi městskými částmi Vake a Saboertalo se v roce 2021 začal stavět Centrální park podle návrhu nizozemské společnosti LAP. V roce 2017 byla poblíž tbiliské přehrady otevřena nová zoologická zahrada poté, co byla stará tbiliská zoo, která se nacházela podél řeky Vera poblíž náměstí Hrdinů, v roce 2015 těžce poškozena silnými povodněmi. Ve starém centru města, pod pevností Narikala, se nacházejí termální lázně.  

### Doprava

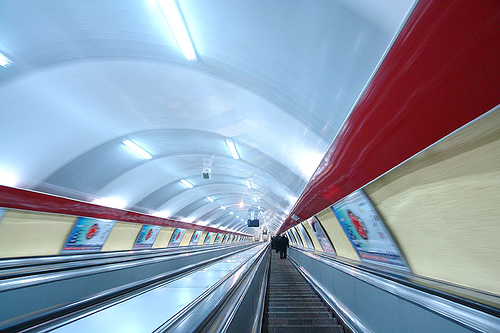
Tbiliské metro, známé svou hloubkou, zajišťuje 9 mil jízd měsíčně

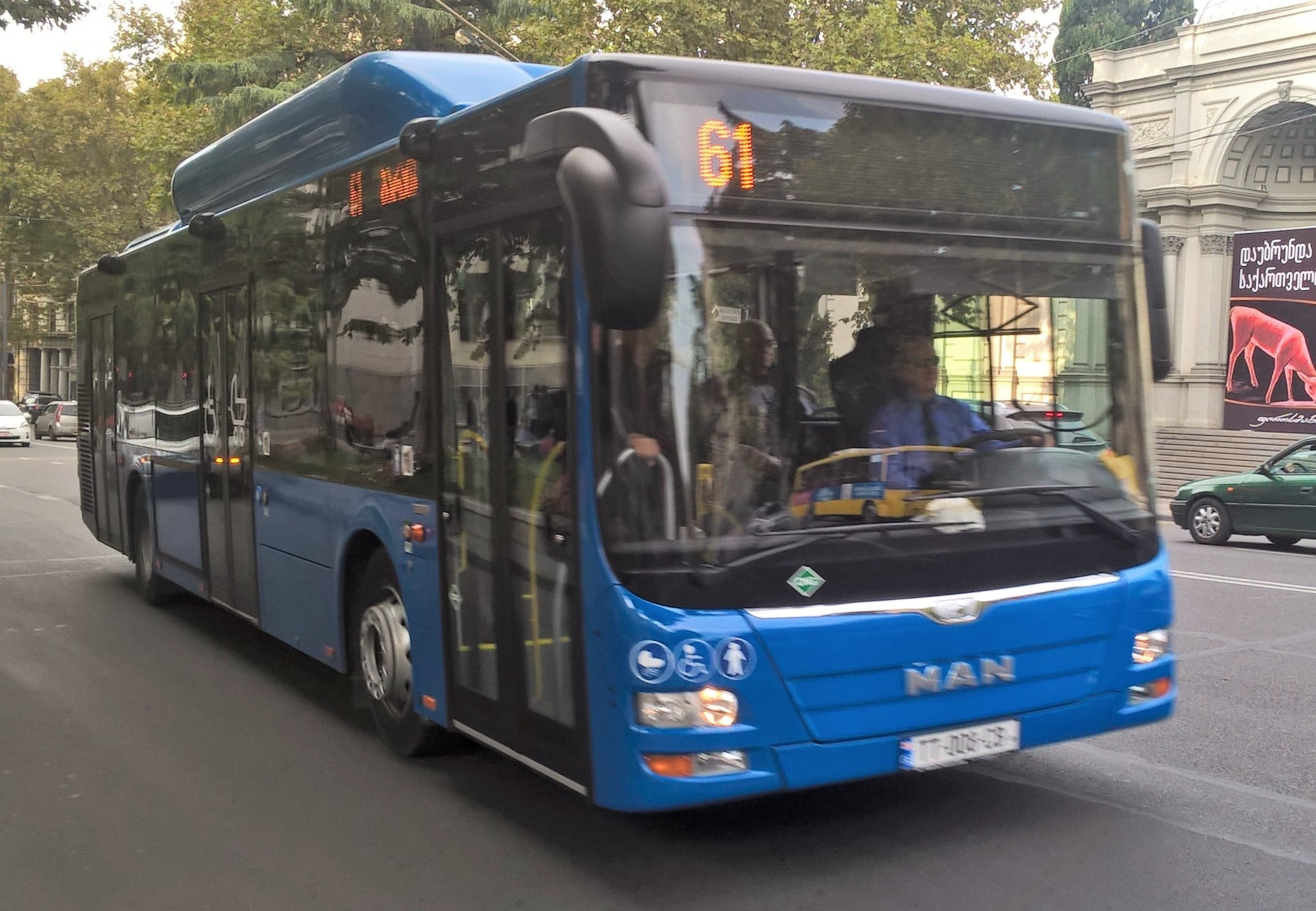
Tbiliský městský autobus MAN Lion's City

Systém veřejné dopravy a příslušnou infrastrukturu v Tbilisi spravuje především Agentura pro dopravu a rozvoj měst. Po desetiletích špatné dopravní obslužnosti a upřednostňování soukromých vozidel město od 10. let 21. století výrazně investuje do rozvoje ekologické, rozsáhlé a rozmanité sítě veřejné dopravy. Dnes ve městě jezdí mezinárodní letiště, metro a celostátní železnice, městské autobusy, minibusy, taxíky, lanovky, cyklostezky a lanovka. 

#### Metro
Tbiliské metro obsluhuje město rychlou podzemní dopravou. Každý den se jím uskuteční více než 400 000 jízd. Jednalo se o čtvrtý nejstarší systém metra v tehdejším Sovětském svazu. Výstavba byla zahájena v roce 1952 a dokončena v roce 1966. Na dvou linkách, Akhmeteli-Varketili a Saburtalo, které mají dohromady 23 stanic, zajišťuje provoz 186 vozů metra. Většina stanic, charakteristických pro systémy metra budované v Sovětském svazu, je extravagantně vyzdobena. Kvůli nerovnému terénu vedou železniční tratě v některých oblastech nad zemí, i dvě stanice jsou nadzemní. 
V roce 2020 bylo městskou vládou oznámeno, že systém metra čeká zásadní modernizace, v jejímž rámci budou renovovány všechny stanice, přičemž cílem je udržitelnější a modernější design a také bezbariérový přístup. Kromě toho Tbilisi zakoupí 40 nových moderních vozů, konkrétně 10 souprav, což se stane první velkou modernizací vozového parku ve více než 50leté historii sítě.
Plánuje se třetí nadzemní trať, která má spojit centrum Tbilisi s předměstími a mezinárodním letištěm Tbilisi s možným prodloužením do Rustavi, 30 km východně od Tbilisi.

#### Železnice
Tbilisi je nejrušnější křižovatkou spojů gruzínských železnic, které jsou soustředěny především na hlavním nádraží v Tbilisi. Odtud tento národní železniční dopravce provozuje meziměstské spoje do Batumi, Zugdidi, Poti, Ozurgeti, Kutaisi a dalších velkých měst a také několik příměstských železničních spojů.

#### Autobusy
Autobusová síť v Tbilisi tvoří důležitou páteř městského dopravního systému. Téměř deset let sloužilo městu až 700 zastaralých autobusů různých velikostí, většina z nich byly ukrajinské modely Bogdan A144 a A092. V současné době má město rozsáhlou síť městských autobusů, včetně rostoucího počtu nočních autobusových linek. V srpnu 2020 byly oznámeny zásadní změny ve stávajícím systému veřejné dopravy. Za zmínku stojí zejména to, že město bude mít v blízké budoucnosti 10 rychlých autobusových koridorů, které budou obsluhovány velkými 18metrovými autobusy jezdícími ve výrazně kratších intervalech. Tyto spoje jsou pojmenovány TBT (Tbilisi Bus Transit) a mají čísla od 300 do 310. Kromě linek TBT zahrnuje nový systém 44 městských a 185 místních linek, celkem tedy více než 240 autobusových linek ve městě.
První reorganizace autobusové sítě začala v roce 2016, kdy tehdejší starosta Davit Narmania zahájil ambiciózní projekt, jehož cílem bylo obnovit zastaralý vozový park. Za jeho vedení města bylo zakoupeno 143 energeticky úsporných autobusů MAN Lion's City, které byly dodány v roce 2017; v roce 2019 město nakoupilo 90 nízkopodlažních autobusů MAN Lion's City. Později město zakoupilo více než 400 nových autobusů od dvou různých výrobců, včetně 12metrových nízkopodlažních vozidel BMC a kratších, 8,5metrových městských autobusů Isuzu. Bylo také oznámeno, že město v blízké budoucnosti nakoupí 200 18metrových kloubových autobusů v naději na další rozšíření městské autobusové sítě a snížení intervalů.

#### Cyklistická doprava
Cyklistika je mezi obyvateli Tbilisi v posledních letech stále populárnější. Po desetiletí byl tento ekologický způsob dopravy považován za nevhodný pro hornatý a nerovný terén města. Když však vedení města začalo zavádět nové cyklostezky po celém městě, stále více lidí se k jízdním kolům obrátilo pro pravidelné používání. Jeden z prvních velkých cyklistických pruhů v centru Tbilisi byl po dlouhé rekonstrukci otevřen v roce 2017 podél Pekingské třídy. Šířka 2,8 metru však nedokázala přilákat pravidelné uživatele na pozadí chybějící větší celoměstské sítě. Brzy město otevřelo další cyklostezky, a to i v rekreačních oblastech, jako je Národní botanická zahrada Gruzie a jezero Lisi.
Rozšiřování sítě cyklistické infrastruktury ve městě se výrazně urychlilo během pandemie covidu-19, kdy města po celém světě začala organizovat pop-up (dočasné) cyklostezky. Tbilisi se připojilo k celosvětovému trendu a otevřelo cyklostezky v centrálních oblastech města, jako jsou Vake, Vera a břeh řeky Kura. V návaznosti na tyto změny se celková délka tbiliských cyklostezek zvýšila ze 2 km v roce 2019 na více než 20 km v roce 2020. Podle městského odboru dopravy Tbilisi pracuje na dvacetileté strategii rozvoje městské mobility. Podle plánu celková délka sítě cyklostezek nakonec dosáhne 350 km po celém hlavním městě.

#### Visuté lanové dráhy

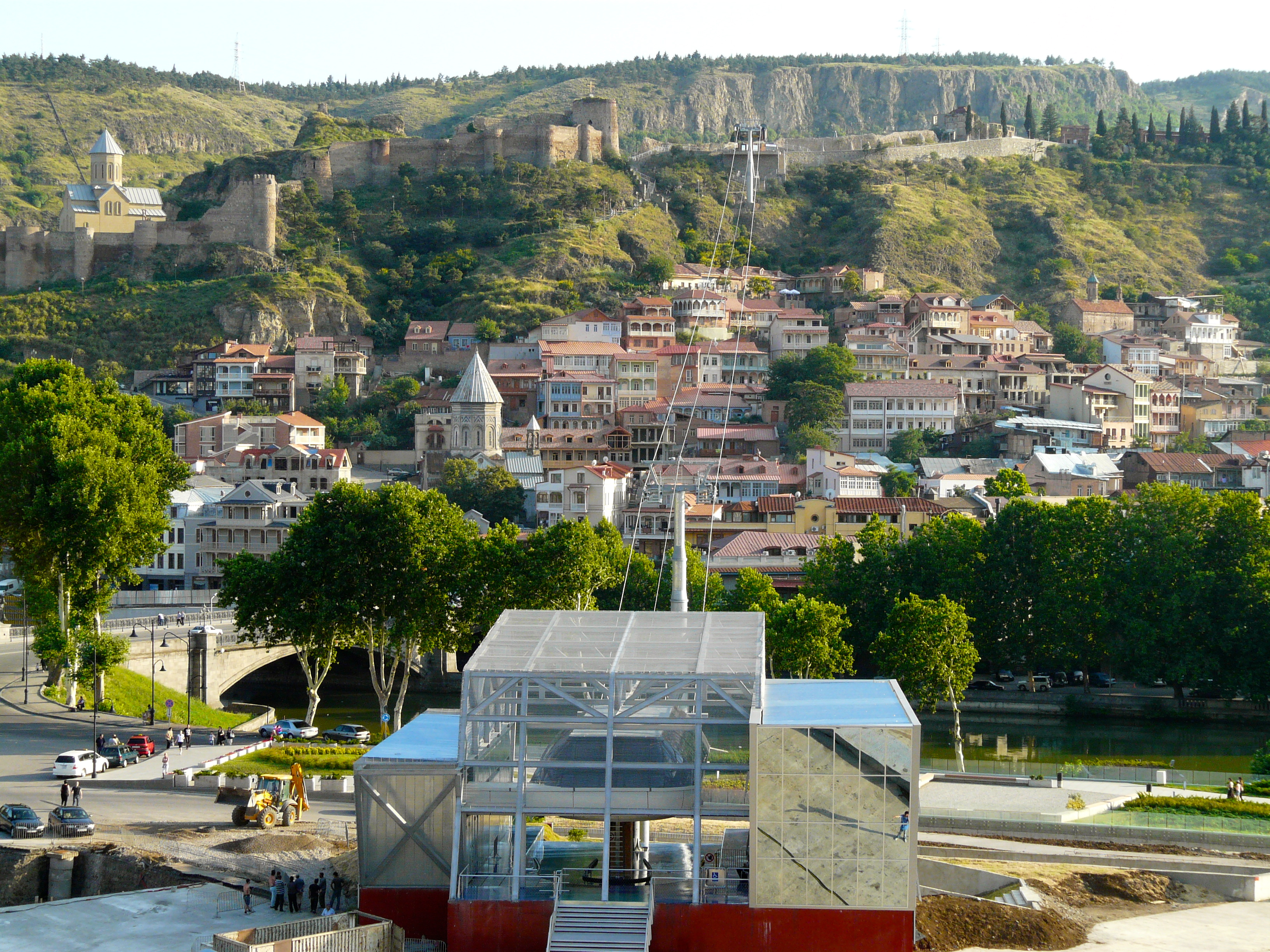
Visutá lanovka spojující Evropské náměstí s Narikalou, pevností, z níž je výhled na město

V minulosti mělo město sedm různých lanových drah, ale mnoho z nich bylo po rozpadu Sovětského svazu uzavřeno.
Od roku 2012 jezdí mezi parkem Rike a pevností Narikala visutá lanovka; každá gondola může přepravit až osm osob. Systém postavil italský výrobce Leitner Ropeways.
V říjnu 2016 byla po sedmi letech mimo provoz znovu otevřena lanová dráha na Želví jezero (původně otevřená v roce 1965). Prošla rozsáhlou rekonstrukcí, ale zachovala si starý design gondol a stanic. Tato tramvajová trať spojuje park Vake s Želvím jezerem.
V dubnu 2021 byla po rekonstrukci, která proběhla v letech 2016–2018, otevřena další lanová dráha ze sovětské éry mezi Státní univerzitou (Maglivi) a Univerzitním kampusem (Bagebi) ve čtvrti Saburtalo (původně otevřena v roce 1982). Originální italské kabiny, vyrobené společností Lovisolo a dodané firmou Ceretti & Tanfani, s kapacitou 40 cestujících každá, byly zachovány, stejně jako stanice.

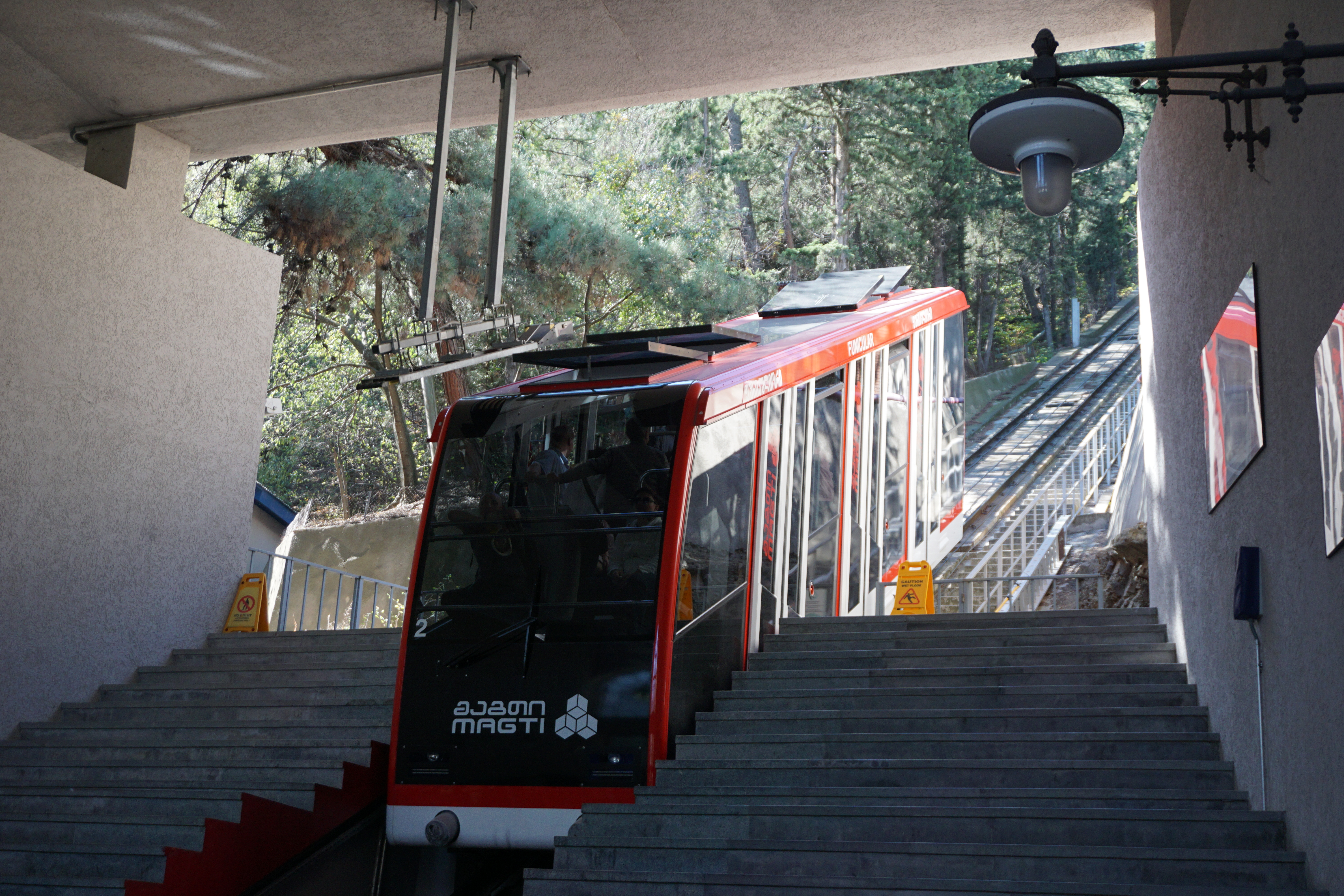
Tbiliská pozemní lanovka

#### Pozemní lanovka
Tbiliská lanovka byla po několikaleté odstávce znovu otevřena v roce 2012. Jedná se o lanovou dráhu, která byla poprvé postavena v roce 1905, spojuje ulici Čonkadze s parkem Mtacminda a překonává výškový rozdíl téměř 300 metrů. Vrchol kopce je nejvyšším bodem města, odkud se nabízí mnoho různých výhledů na Tbilisi, a nachází se zde Tbiliská televizní vysílací věž a také několik zábavních atrakcí, včetně horské dráhy a ruského kola.
Poloviční stanice lanovky se nachází v blízkosti Pantheonu Mtacminda a umožňuje snadný přístup k nekropoli.

## Vzdělávání

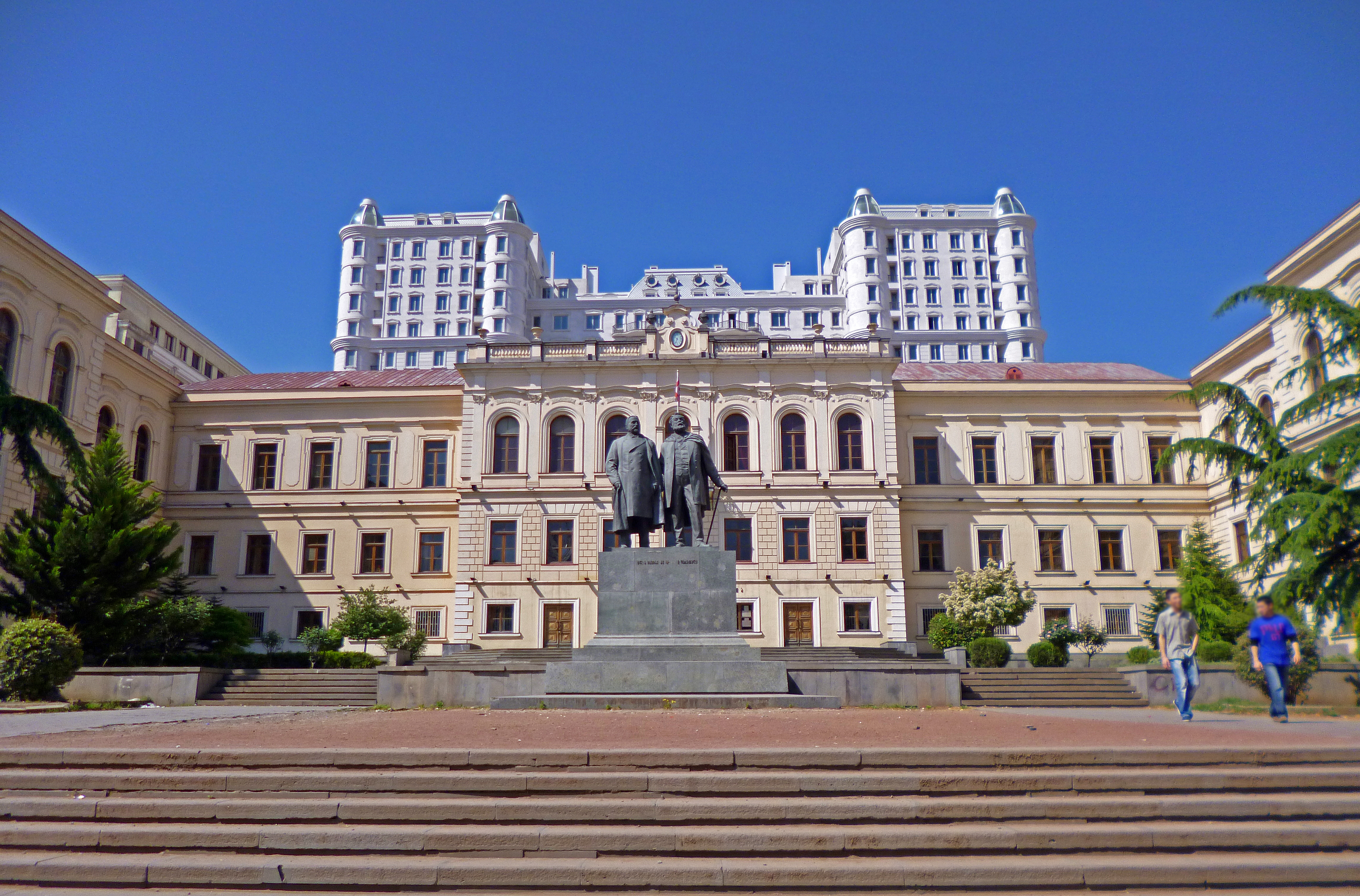
Státní škola číslo 1 v Tbilisi, známá také jako První klasické gymnázium

V Tbilisi se nachází několik významných vysokoškolských institucí, včetně Tbiliské státní lékařské univerzity a Tbiliské lékařské akademie Petre Šotadzeho, které jsou známé svým mezinárodně uznávaným systémem lékařského vzdělávání. Největší gruzínskou univerzitou je Tbiliská státní univerzita (TSU), která byla založena v roce 1918. TSU je nejstarší univerzitou v celém kavkazském regionu, na které studuje až 25 000 studentů a pracuje na ní přibližně 5 000 vyučujících a zaměstnanců (spolupracovníků). V Tbilisi se nachází také největší lékařská univerzita v kavkazském regionu - Tbiliská státní lékařská univerzita, která byla založena jako Tbiliský lékařský institut v roce 1918 a v roce 1930 se stala lékařskou fakultou v rámci Tbiliské státní univerzity. Tbiliský státní lékařský ústav byl přejmenován na Lékařskou univerzitu v 1992. Od té doby, co funguje jako nezávislá vzdělávací instituce, se stala jednou z nejvyšších státem podporovaných vysokoškolských institucí v kavkazském regionu. Od roku 2023 na univerzitě studuje přes 7 000 studentů bakalářského a 3 000 studentů postgraduálního studia, z nichž přibližně čtvrtina pochází ze zahraničí.

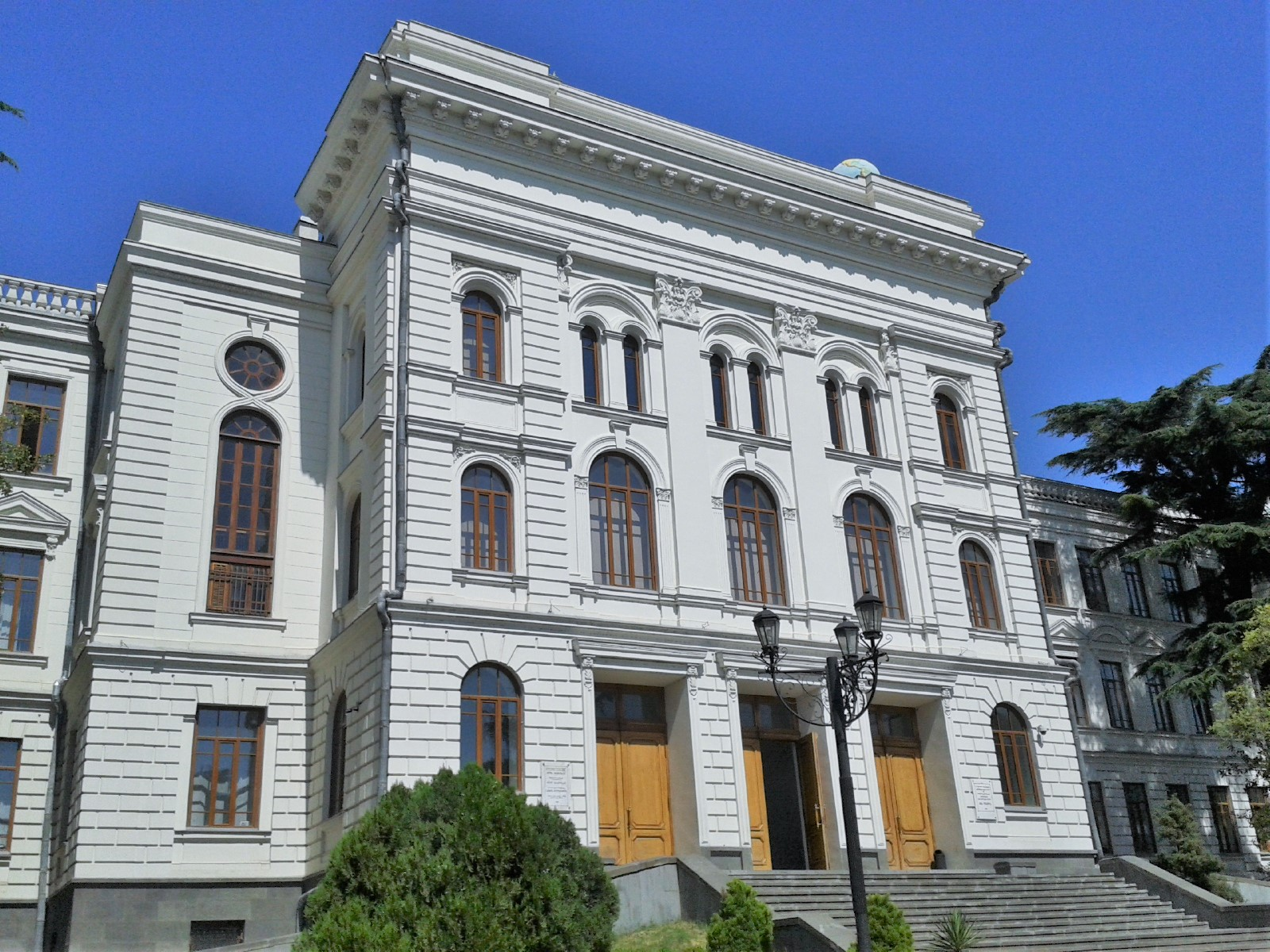
Tbiliská státní univerzita, budova I

Hlavní a největší gruzínská technická univerzita, Gruzínská technická univerzita, se nachází v Tbilisi. Byla založena v roce 1922 jako polytechnická fakulta Tbiliské státní univerzity. První přednášku přednesl světoznámý gruzínský matematik profesor Andria Razmadze. V roce 1928 se přeměnila na samostatný institut, až nakonec v roce 1990 získala status univerzity.

Tři z nejpopulárnějších soukromých vysokých škol v Gruzii - Gruzínská univerzita, Kavkazská univerzita a Svobodná univerzita v Tbilisi - také sídlí v Tbilisi. Gruzínská univerzita je největší soukromou univerzitou v Gruzii, na které studuje více než 8 000 zahraničních i místních studentů. Brzy po svém založení se stala lídrem na trhu v rámci gruzínského vzdělávacího sektoru.Nabízí různé bakalářské a magisterské programy a jako první gruzínská univerzita nabízí mezinárodní certifikační programy společností Oracle Corporation, Microsoft, Zend Technologies a Cisco Academy.

## Kultura a pamětihodnosti

### Architektura

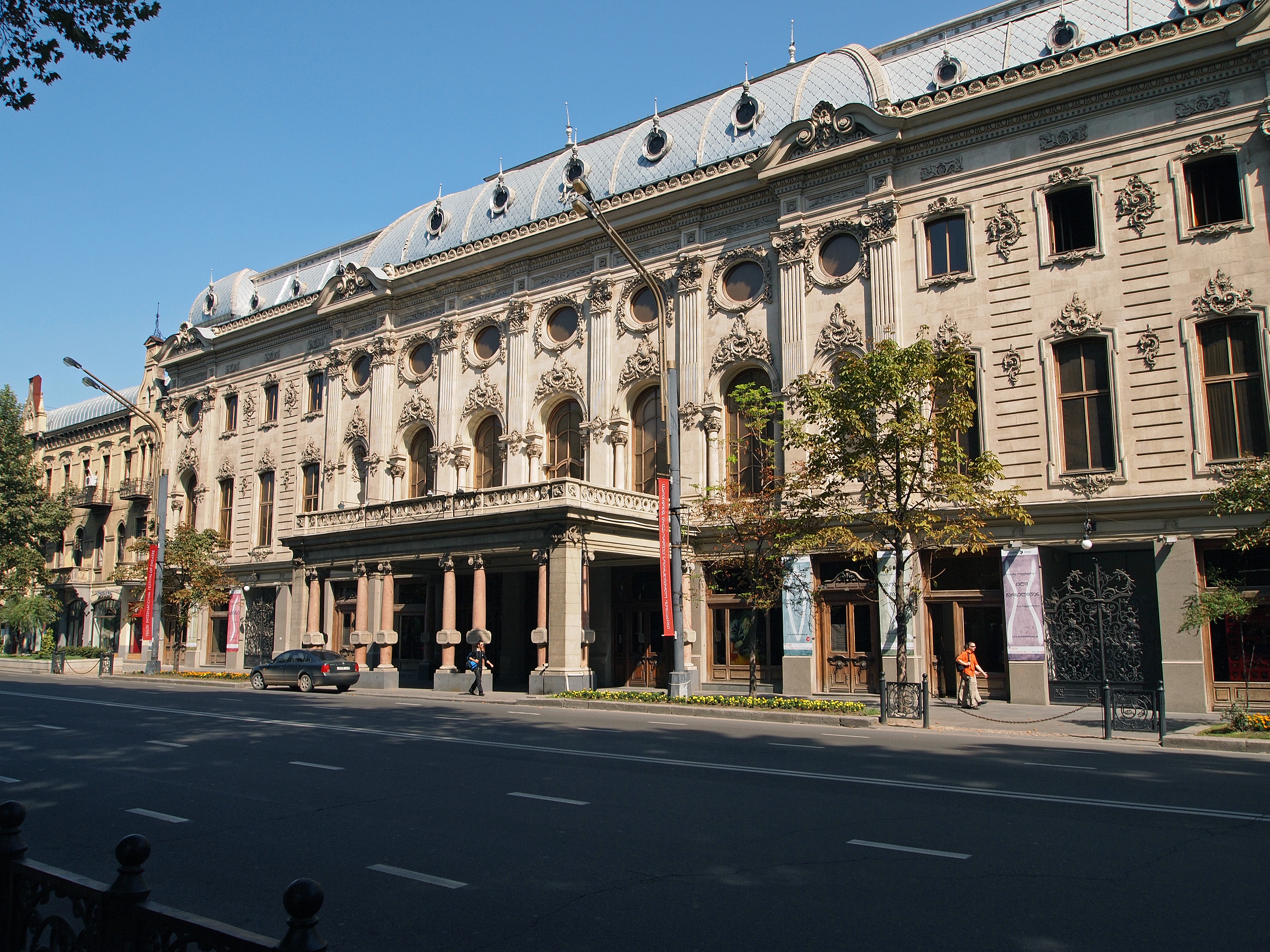
Divadlo Rustaveli na třídě Rustaveli

Architektura ve městě je směsicí místních (gruzínských) a byzantských stylů, neoklasicismu, secese, beaux-arts, středovýchodních stylů a sovětské moderny. Jen velmi málo budov přežilo zničení města v roce 1795, takže většina historických budov v Tbilisi pochází z období ruského císařství (1801–1917). Nejstarší části města (Kala, Abanotubani, Avlabari) byly z velké části přestavěny na svých středověkých uličních plánech a některé staré domy dokonce na mnohem starších základech. Části centra Tbilisi, které byly zastavěny podle plánu evropského stylu ruskými úřady (Sololaki, Rustaveliho třída, Vera atd.), mají západní podobu, ve které se mísí styly tehdy oblíbené v Evropě: Beaux Arts, orientalistického stylu a různých dobových historizujících stylů.
Tbilisi je nejpozoruhodnější svým množstvím secesních budov a dekorativních detailů (časté v Sololaki a Chughureti), které vzkvétaly od poloviny 90. let 19. století až do konce ruské nadvlády. Komunistické úřady, které zavedly experimentální moderní architekturu, označily secesi za buržoazní. Konzervativnější a historizující stalinistickou architekturu v Gruzii ztělesňuje budova Marx-Engels-Leninova institutu („Imeli“) z roku 1938, v níž se nyní nachází hotel Biltmore Tbilisi.

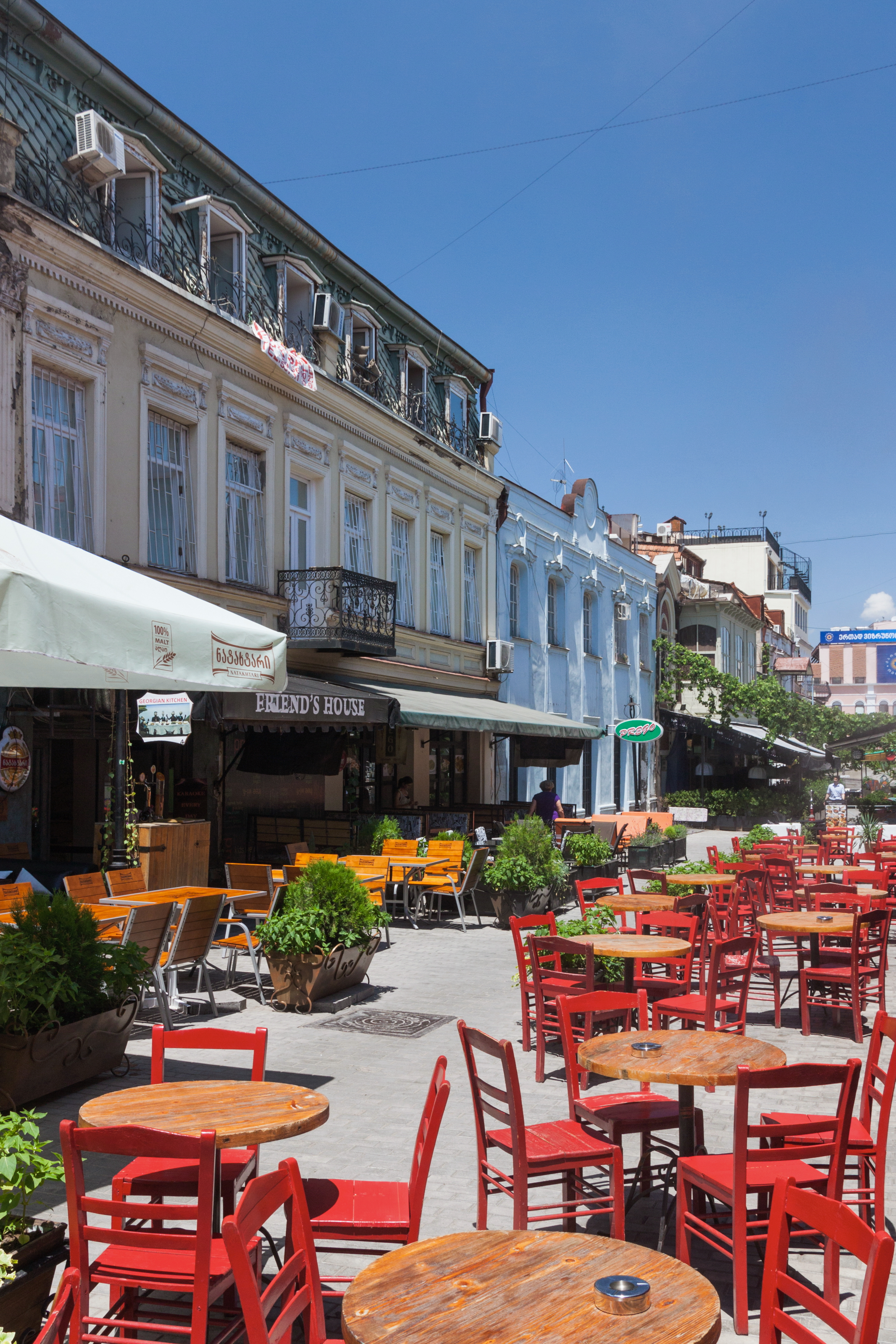
Kavárny pod širým nebem ve starém Tbilisi

Poválečná architektura Tbilisi je podobná moderně poloviny století, která se objevuje v celém Sovětském svazu. Město se dramaticky rozrostlo v reakci na bytovou krizi po druhé světové válce. Na okrajích města se během několika desetiletí objevily celé čtvrti (Saburtalo, Dighomi), které byly postaveny s využitím pokroků v technologii hromadné výroby. Gruzínští architekti vytvořili některé z nejzajímavějších architektonických počinů Sovětského svazu, včetně budovy Tbiliského ministerstva silnic z roku 1975 a Svatebního paláce z roku 1984. Od rozpadu Sovětského svazu se městská architektura vyznačuje převážně neregulovanou výstavbou. Nové věžáky zabírají dříve veřejná prostranství a z přeplněných bytových domů přes noc vyrůstají „kamikadze lodžie“. Od roku 2004 městská správa podniká iniciativy k omezení nekontrolované výstavby se střídavými úspěchy. V Tbilisi nyní stojí několik mrakodrapových komplexů, například Axis Towers, Hilton Garden Inn Tbilisi Chavchavadze, Holiday Inn Tbilisi a King David Residences.

### Divadlo
Tbilisi má rozmanitou divadelní scénu s 33 scénami. Mezi nejvýznamnější patří Gribojedovovo divadlo pro ruské drama, založené v roce 1845, Státní akademické divadlo Šoty Rustaveliho, založené v roce 1921, Profesionální divadlo státní opery a baletu Zakarii Paliašviliho, založené v roce 1851, a „Velký sál“ Gruzínského státního symfonického orchestru, postavený v letech 1969-1971. Dále jsou zde divadla pro arménské, ázerbájdžánské, osetinské a židovské etnikum. Jsou zde dvě divadla pro mládež, divadlo komedie, hudební divadlo, filmové divadlo, divadlo pantomimy a loutkové divadlo. Na náměstí Hrdinů se nachází budova cirkusu ve stalinském stylu, sídlo Gruzínského státního cirkusu.

### Umělecká muzea a galerie
Gruzínské národní muzeum sdružuje několik významných muzeí včetně Gruzínského uměleckého muzea. Muzeum moderního umění bylo založeno v roce 2012, v roce 2018 byly založeny dvě nezávislé organizace současného umění, Kunsthalle Tbilisi a Open Space of Experimental Art. Mezi mnoha dalšími muzei se nachází Státní literární muzeum Giorgiho Leonidzeho a Dům gruzínských spisovatelů.

### Scénická umění

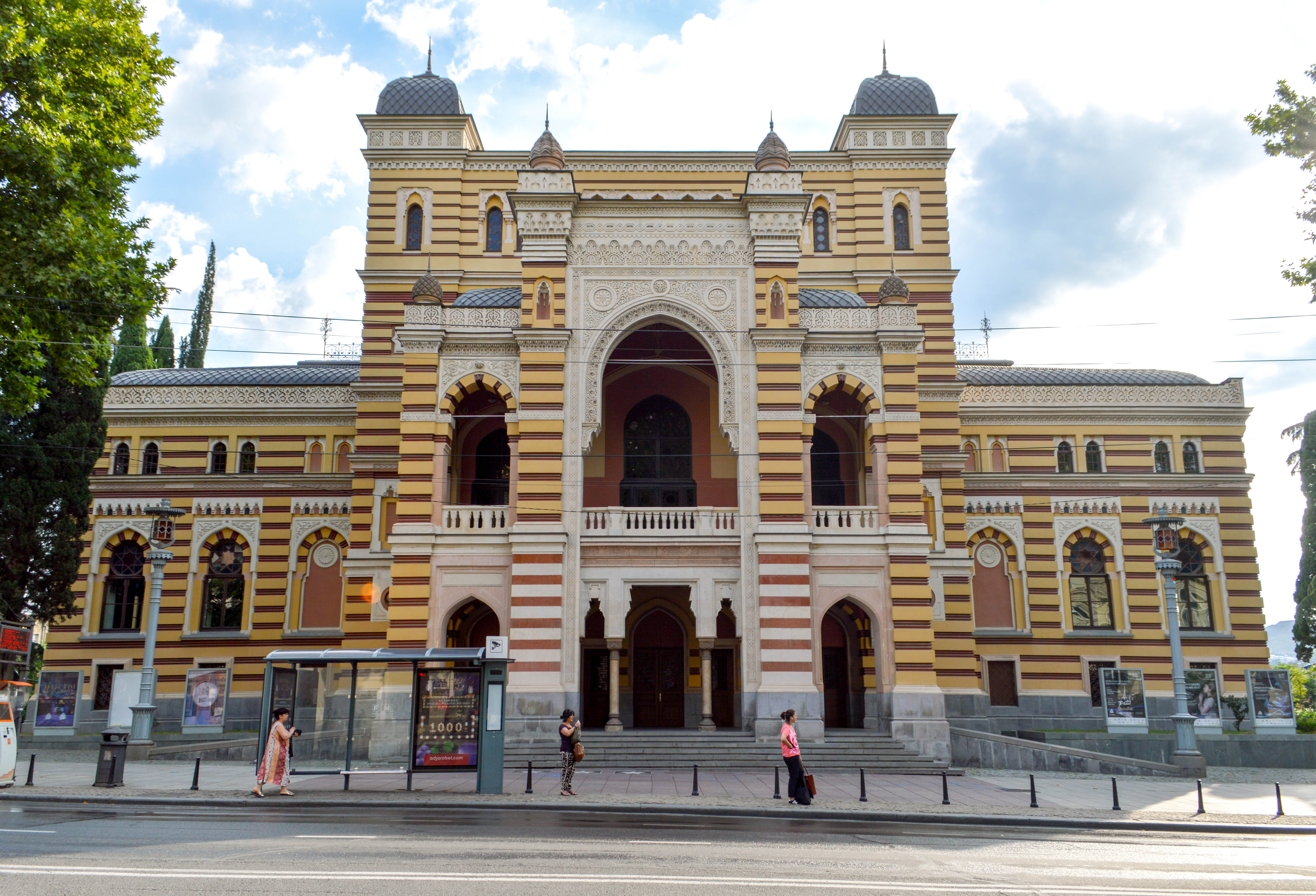
Tbiliská opera

Ve městě působí významné divadelní a hudební instituce, jako je Tbiliská státní konzervatoř, Tbiliská opera (Profesionální divadlo státní opery a baletu Zakarii Paliašviliho), Státní akademické divadlo Šoty Rustaveliho, Státní akademické divadlo Marjanišviliho, Marionetové divadlo Rezo Gabriadzeho a Královské oblastní divadlo.

### Filmový festival
Mezinárodní filmový festival v Tbilisi (TIFF) pořádá Centrum filmového umění Prometheus. Poprvé se konal v roce 2000 v rámci širšího festivalového rámce s názvem Gift, než bylo v roce 2002 založeno centrum Prometheus, kde se poté koná dodnes. Sídlí na třídě Agmašenebeli.

### Média
Velká většina gruzínských mediálních společností (včetně televize, novin a rozhlasu) má sídlo v Tbilisi. Ve městě vysílají mimo jiné populární televizní kanály Rustavi 2, Imedi, TV Pirveli, Mtavari Arkhi, Formula, Maestro a veřejnoprávní rozhlas. Tbiliský televizní trh zaznamenal od roku 2019 pozoruhodné změny, kdy změny ve vlastnictví společnosti Rustavi 2 přiměly mnoho jejích zaměstnanců k odchodu a podílu na vzniku nových televizních kanálů, konkrétně Mtavari Arkhi a TV Formula.
V Tbilisi působí řada novinových vydavatelství. Mezi nejvýznamnější noviny patří deníky 24 Saati („24 hodin“), Rezonansi („Rezonance“), Alia, anglicky psaný deník The Messenger, týdeník FINANCIAL, Georgia Today a anglicky psaný týdeník The Georgian Times. Z městských rozhlasových stanic patří k nejvlivnějším konkurentům s velkým celostátním publikem rádia Imedi (105,9 FM), Fortuna a Radio 105. Mezi další rozhlasové stanice v Tbilisi patří 5 Lines Radio (93,8 FM), Europe +Tbilisi (99,6 FM) a Georgian Patriarchy Radio (105,4 FM).

### Sport

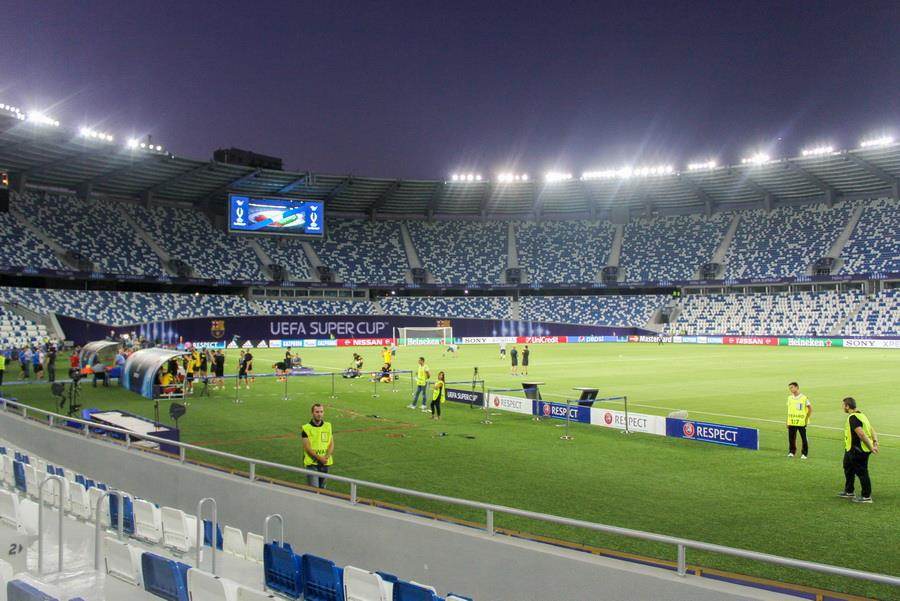
Přípravy na Superpohár UEFA 2015 v Dinamo Areně v Tbilisi

Až do začátku 19. století byly nejoblíbenějšími městskými sporty jezdectví (zejména pólo), zápas, box a střelba. Vliv ruského impéria přinesl do Tbilisi více západních sportů a aktivit (kulečník, šerm).
Sovětské období přineslo větší popularizaci sportů, které byly běžné v Evropě a do jisté míry i ve Spojených státech amerických. Zároveň se v Tbilisi rozvinula potřebná infrastruktura pro profesionální sport. V roce 1978 mělo město kolem 250 velkých i malých sportovních zařízení, mimo jiné čtyři kryté a šest venkovních bazénů olympijských rozměrů, 185 basketbalových hřišť a hal, 192 volejbalových zařízení, 82 házenkářských arén, 19 tenisových kurtů, 31 fotbalových hřišť a pět stadionů. Největším stadionem v Tbilisi je Dinamo Arena (55 000 míst) a druhým největším je stadion Michaila Meskhiho (27 000 míst). Sportovní palác, kde se obvykle konají basketbalové zápasy s vysokou návštěvností a tenisové turnaje, pojme asi 11 000 lidí. Basketbalová hala Vere je menší krytá sportovní hala s kapacitou 2 500 míst. 
Nejoblíbenějším sportem v Tbilisi je fotbal, následuje ragby a basketbal. Mezi další oblíbené sporty patří zápas, tenis, plavání a vodní pólo. Působí zde několik profesionálních fotbalových a ragbyových týmů a také zápasnické kluby. Bývalí hráči americké Národní basketbalové asociace Zaza Pačulija a Nikoloz Ckitišvili jsou tbiliskými rodáky. Mimo profesionální sport má město řadu meziuniverzitních a amatérských sportovních týmů a klubů.
Tbiliský fotbalový klub Dinamo Tbilisi nevyhrál žádný velký evropský titul od sezóny 1980-1981, kdy vyhrál evropský Pohár vítězů pohárů UEFA a stal se nejvýchodnějším týmem v Evropě, kterému se to podařilo. Basketbalový klub Dinamo Tbilisi vyhrál Euroligu v roce 1962, ale také nikdy žádný podobný úspěch nezopakoval.
Tbilisi hostilo zápasy skupiny A Mistrovství Evropy v basketbalu mužů 2022 v nové aréně Tbilisi Arena (vedle Olympijského paláce) s kapacitou 10 000 diváků jako jeden ze spolupořadatelů turnaje vedle České republiky (Praha), Německa (Berlín, Kolín nad Rýnem) a Itálie (Miláno).

## Slavní rodáci
- Michal Loris-Melikov (1824–1888), ruský vojevůdce a politik arménského původu
- Sergej Witte (1849–1915), ruský politik, diplomat, premiér Ruska v letech 1905–1906
- Alexandr Michajlovič Romanov (1866–1933), ruský velkokníže
- Jekatěrina Svanidzeová (1885–1907), první manželka Josifa Stalina
- Aram Chačaturjan (1903–1978), sovětsko-arménský hudební skladatel, klavírista a dirigent
- Viktor Amazaspovič Ambarcumjan (1908–1996), arménský astrofyzik a akademik
- Tigran Petrosjan (1929–1984), arménský šachista, mistr světa v šachu v letech 1963 až 1969
- Zviad Gamsachurdia (1939–1993), vědec, spisovatel a disident, 1. gruzínský prezident v letech 1991–1992
- Merab Kostava (1939–1989), gruzínský disident, básník a hudebník
- Zurab Žvanija (1963–2005), gruzínský politik, od roku 2004 až do své smrti gruzínský premiér
- Michail Saakašvili (* 1967), gruzínský politik, gruzínský prezident v letech 2004–2007 a 2008–2013
- Giorgi Margvelašvili (* 1969), gruzínský politik a akademik, úřadující gruzínský prezident od roku 2013
- Teimuraz Gabašvili (* 1985), ruský profesionální tenista gruzínského původu
- Elene Gedevanišviliová (* 1990), gruzínská krasobruslařka
- Nikoloz Basilašvili (* 1992), gruzínský profesionální tenista

## Partnerská města
- Ankara, Turecko
- Athény, Řecko
- Atlanta, Spojené státy americké (1988)
- Bilbao, Španělsko (1989)
- Bristol, Spojené království (1987)
- Jerevan, Arménie
- Innsbruck, Rakousko (1982)
- Kyjev, Ukrajina (1999)
- Lublaň, Slovinsko (1979)
- Nantes, Francie (1979)
- Astana, Kazachstán (2005)
- Palermo, Itálie (1987)
- Paříž, Francie (1997)
- Saarbrücken, Německo (1975)